# Hôpital Saint-Jacques (Nantes)
Pour les articles homonymes, voir Hôpital Saint-Jacques.
Vous lisez un « article de qualité » labellisé en 2012.
L’hôpital Saint-Jacques est le deuxième plus ancien des sept établissements hospitaliers gérés par le centre hospitalier universitaire de la ville de Nantes, en France, sur le territoire de laquelle il est implanté. Il se situe le long de la rive gauche de la Loire (bras de Pirmil), dans le quartier Nantes Sud (micro quartier « Saint-Jacques-Pirmil »).
Édifié au début du XIXe siècle sur l'emplacement d'un ancien prieuré devenu dépôt de mendicité, il est destiné à remplacer l'hospice municipal alors en activité, baptisé Sanitat, devenu vétuste. À l'origine, le rôle de Saint-Jacques est d'offrir un hospice pour les aliénés, les vieillards indigents et les orphelins. Conçu selon les connaissances les plus avancées du début du XIXe siècle, il est l'objet d'aménagements réguliers pour répondre à l'évolution des techniques médicales et sanitaires, et à l'augmentation de la population accueillie. La destruction de l'Hôtel-Dieu, en 1943, fait de Saint-Jacques le grand hôpital généraliste de l'agglomération nantaise jusqu'en 1967. Il retrouve par la suite sa vocation d'origine, et est consacré à la gériatrie et à la psychiatrie.

## Historique

### Prieuré Saint-Jacques de Pirmil
La période de fondation de l'abbaye bénédictine de Saint-Jacques (ou prieuré de Pirmil) est inconnue. Elle a sans doute servi de refuge aux voyageurs effectuant le pèlerinage de Saint-Jacques-de-Compostelle. Ce prieuré dépend de l'abbaye Saint-Jouin de Marnes dans le Poitou. L'église construite par les moines de Saint-Jacques, qui fait office de chapelle du prieuré, mêle les styles roman et ogival, ce qui permet de situer cette construction vers la fin du XIIe siècle. Au XIXe siècle, des vestiges d'une chapelle romane ont été mis au jour, élément attestant que l'église a été bâtie sur un ouvrage plus ancien.

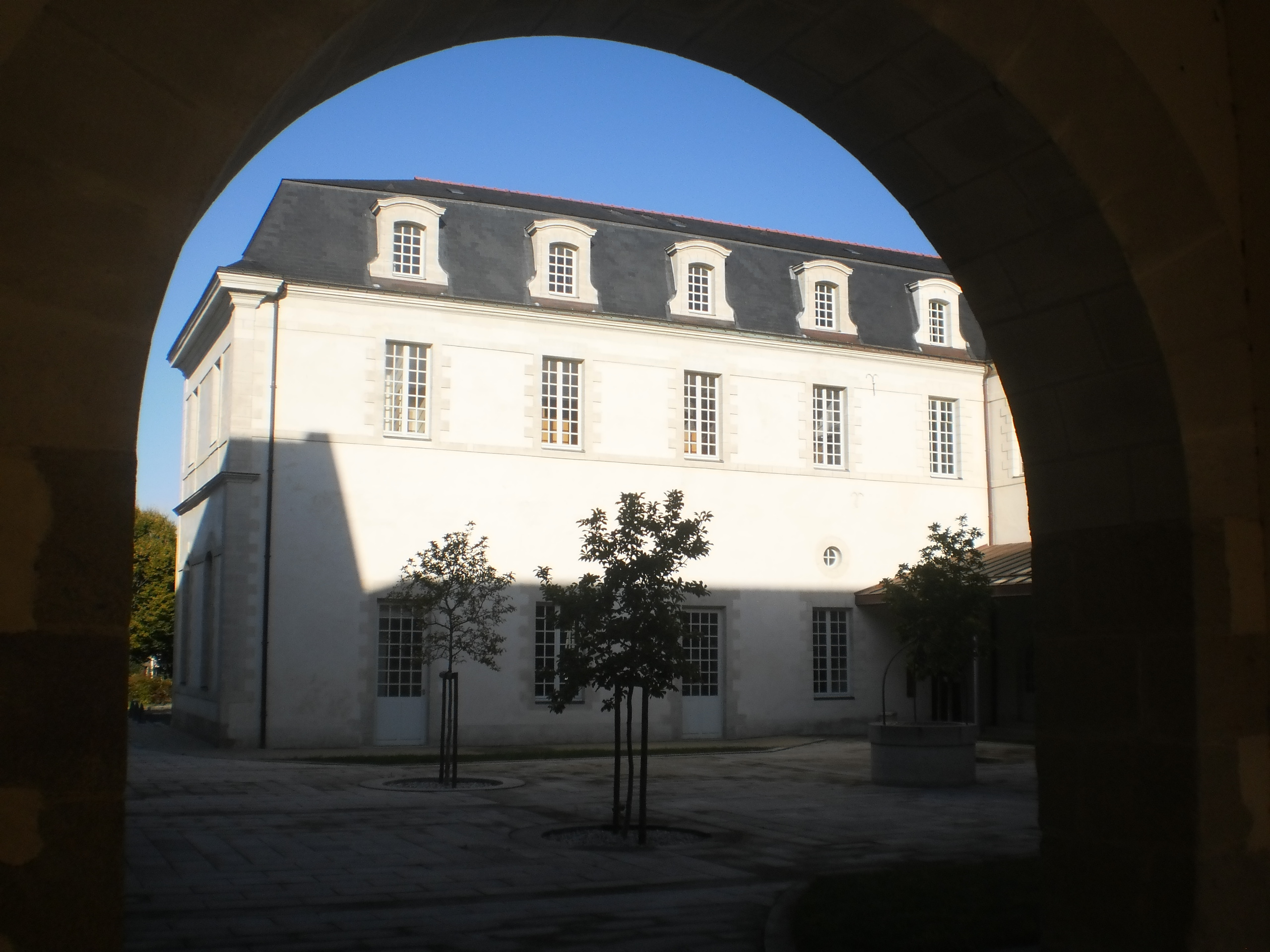
Cour intérieure de La Providence.

En 1484, Thomas James, évêque de Dol et commendataire du prieuré de Saint-Jacques, fait remettre en état l'église. Entre 1711 et 1713, l'abbaye, devenue propriété des bénédictins de Saint-Maur (dépendants de l'abbaye de Marmoutier), est reconstruite sur les ruines des bâtiments de l'ancien prieuré. Le nouveau couvent, sans cloître, est composé, parallèlement à l'église, d'un bâtiment central, le plus long, et aux extrémités de celui-ci de deux ailes perpendiculaires. À cela s'ajoutent deux pavillons accolés à la partie centrale et un porche. De cette époque ne subsiste au XXIe siècle que le bâtiment dit « de la Providence », inscrit au titre des monuments historiques, et constitué de l'ensemble formé par le bâtiment central et ses deux ailes, les pavillons ayant disparu et le porche d'entrée ayant été détruit au milieu du XXe siècle.
Quand la Révolution éclate, il ne reste que quatre moines dont la plupart prêtent serment puis demandent à redevenir laïcs. Le prieuré devient bien national et est vendu en 1791 à un particulier, marchand nantais du Port-aux-vins. La chapelle de l'abbaye devient église paroissiale la même année. Elle porte le nom d'église Saint-Jacques de Pirmil, et se trouve détachée du reste de la propriété.
Après la bataille de Nantes du 29 juin 1793, le quartier de Pirmil est en partie détruit, et les habitants sans logis trouvent refuge dans l'ancien couvent. Le conseil de département décide, le 15 octobre 1793, que les bâtiments doivent servir d'hôpital, et que les pensionnaires de la maison des Pénitentes, dont les religieuses ont été expulsées en février, pourraient y être transférées, mais l'opération n'a pas lieu. En 1794, Saint-Jacques devient momentanément une prison, qui accueille des femmes et des enfants venant de la commune de Vue.

### Dépôt de mendicité
En 1808, les héritiers du nouveau propriétaire sont contraints de restituer le site à l'État français. L'ensemble est alors vendu au département de la Loire-Inférieure, avec pour mission d'y construire un dépôt de mendicité visant à accueillir les mendiants de la Loire-Inférieure, de la Mayenne et du Morbihan. François-Jean-Baptiste Ogée (1760-1845), architecte-voyer du département et de Nantes, dresse en 1811 plusieurs plans, dont l'un est accepté. Au bâtiment « de la Providence » sont adjointes parallèlement six bâtisses de 37 mètres de long sur 8 mètres de large.
Opérationnel en 1815, le dépôt s'avère trop onéreux. Le site accueille 500 indigents, mais les locaux sont jugés peu solides, insalubres et inadaptés. La tentative de faire travailler les « pensionnaires » se heurte à leur manque de dynamisme et de compétence, le produit de leur travail couvrant moins de 7 % des dépenses. Le dépôt ferme ses portes en 1819, les bâtiments sont vendus.

### Hôpital général Saint-Jacques

#### Fermeture du Sanitat
La création de l'hôpital général Saint-Jacques résulte de la volonté de remplacer le vétuste hôpital général ou hospice du Sanitat, situé près du quai de la Fosse (aux abords de l'église Notre-Dame-de-Bon-Port) par un établissement plus moderne. Le Sanitat n'est d'ailleurs pas un hôpital au sens moderne du terme : aucun malade n'y est soigné. Cet établissement est à l'origine un manoir destiné par la municipalité à partir de 1569 à maintenir les pestiférés à l'écart. Il devient le Sanitat en 1612, après la construction de nouveaux bâtiments dont une chapelle. Les épidémies se raréfiant, sa destination change. Après avoir été prison occasionnelle, il trouve sa raison d'être dans l'accueil des mendiants et vagabonds, puis des prostituées, des aliénés (à partir de 1676) et des enfants abandonnés ou orphelins. Cette dernière mission est un temps dévolue à l'Hospice des orphelins, fondé en 1774 par l'armateur et négrier Guillaume Grou, mais faute de moyens l'établissement ferme en 1815.
En 1818, le Sanitat compte 810 lits. Les locaux sont très vétustes, leur entretien ayant été rendu difficile de par le changement de régime en France, les revenus des hospices étant liés en partie aux taxes et aux privilèges abolis par la Révolution. La construction de nouveaux bâtiments en 1826 ne résout pas les problèmes. Alors que les aliénés représentent plus de la moitié des pensionnaires, le transfert du Sanitat à l'extérieur de la ville est décidé.

#### Conception et financement de l'hôpital Saint-Jacques

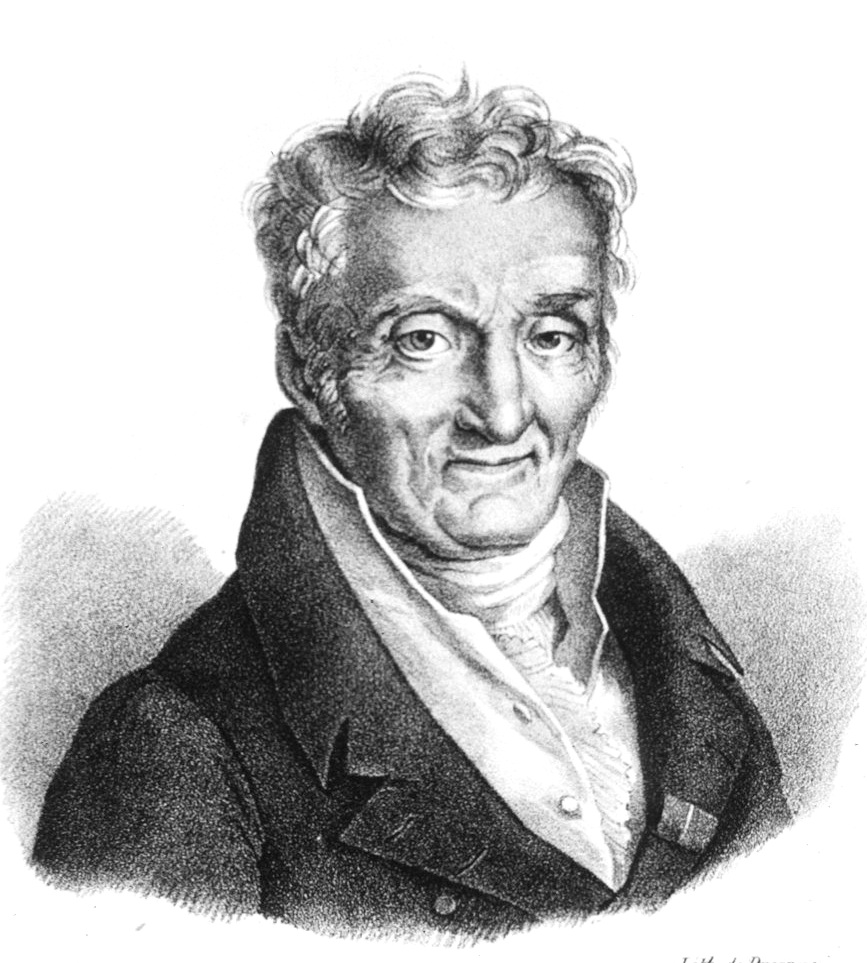
Philippe Pinel.

L'approche concernant le traitement des aliénés évolue au début du XIXe siècle. Les fers de lance du renouveau de la discipline sont Philippe Pinel et son élève Jean-Étienne Esquirol. Il est préconisé de ne plus permettre que les internés soient couchés à même le sol, la camisole de force remplace le collier et les chaînes, le personnel ne doit plus se servir de bâtons ou de nerfs de bœuf pour frapper les pensionnaires. De même, un médecin est censé effectuer une visite à chaque interné une fois par jour. Le Sanitat ne permet pas d'appliquer ces mesures. En 1816 le projet d'occuper l'ancien Hospice des orphelins est lancé, mais abandonné deux ans plus tard. L'ordre de Saint-Jean-de-Dieu propose en 1826 d'ouvrir au dépôt de mendicité de Saint-Jacques un établissement pour malades mentaux semblable à ceux déjà gérés par la congrégation. Cette proposition, accueillie favorablement par le préfet, est rejetée par les médecins nantais. Louis-François de Tollenare, receveur puis trésorier des hôpitaux de Nantes depuis 1823, reprend l'idée à son compte. Il propose de transformer l'ancien dépôt de mendicité en hospice pour vieillards, infirmes et orphelins, et de faire édifier de nouveaux bâtiments pour permettre d'accueillir les aliénés dans les conditions que la médecine psychiatrique préconise alors.
Tollenare est nommé directeur du Sanitat par le préfet, le vicomte de Villeneuve-Bargemon. Celui-ci souhaite souhaite se débarrasser de l'établissement au plus tôt, et ne pas y engager les sommes réservées au paiement des rénovations. Il passe un accord secret avec l'ordre de Saint-Jean de Dieu, dont Joseph-Xavier Tissot, prêtre connu sous le nom de frère Hilarion, est le négociateur. Sitôt la transaction officialisée, les religieux imposent un délai de paiement de huit ans. Mais les méthodes thérapeutiques de frère Hilarion font naître des rumeurs, et le préfet rompt l'accord passé avec le religieux.
Le préfet charge alors Louis de Tollenare de gérer en totalité le transfert des résidents du Sanitat. Contesté par la municipalité nantaise, approuvé par l'État, le projet peine à trouver un financement. L'opération est suspendue en raison de la révolution de 1830, mais, ensuite, la situation sociale conduit le gouvernement de Louis-Philippe Ier à favoriser les projets d'ouverture d'ateliers de charité, destinés à occuper les chômeurs,. La classe dirigeante est en effet encore sous le coup de la révolte populaire de juillet 1830, et tente d'atténuer les effets de la pauvreté pour limiter les risques de bouleversement social. Les subsides versés par l'État à la ville de Nantes, 150 000 francs, sont entièrement consacrées au seul « chantier de charité » de la construction de Saint-Jacques.
En avril 1832, une épidémie de choléra frappe Nantes, et, pour remédier à la capacité insuffisante de l'Hôtel-Dieu, le Sanitat, le refuge des orphelins et l'hospice Saint-Jacques deviennent des hôpitaux temporaires. À Saint-Jacques, les femmes atteintes sont soignées par le docteur Ange Guépin.
Le maire, Ferdinand Favre, prononce un discours à l'occasion de la pose de la première pierre, le 28 juillet 1832. Le devis pour la construction de Saint-Jacques avait été estimé à 900 000 francs de l'époque. Le complément du financement est obtenu avec la vente du Sanitat et de ses possessions foncières. De Tollenare en obtient 600 000 francs, un bon prix, bénéficiant au passage d'une plus-value sur les biens immobiliers qu'il possède quai de la Fosse et qui prennent de la valeur. La vente a néanmoins l'inconvénient d'imposer une date butoir de déménagement ; initialement prévu le 3 mars 1833, celui-ci a lieu en octobre de la même année, sous la pression des menaces de procédures judiciaires des nouveaux propriétaires du Sanitat, ce qui contraint l'administration à emménager les résidents en catastrophe, dans un hospice de Saint-Jacques en cours de construction.

#### Construction

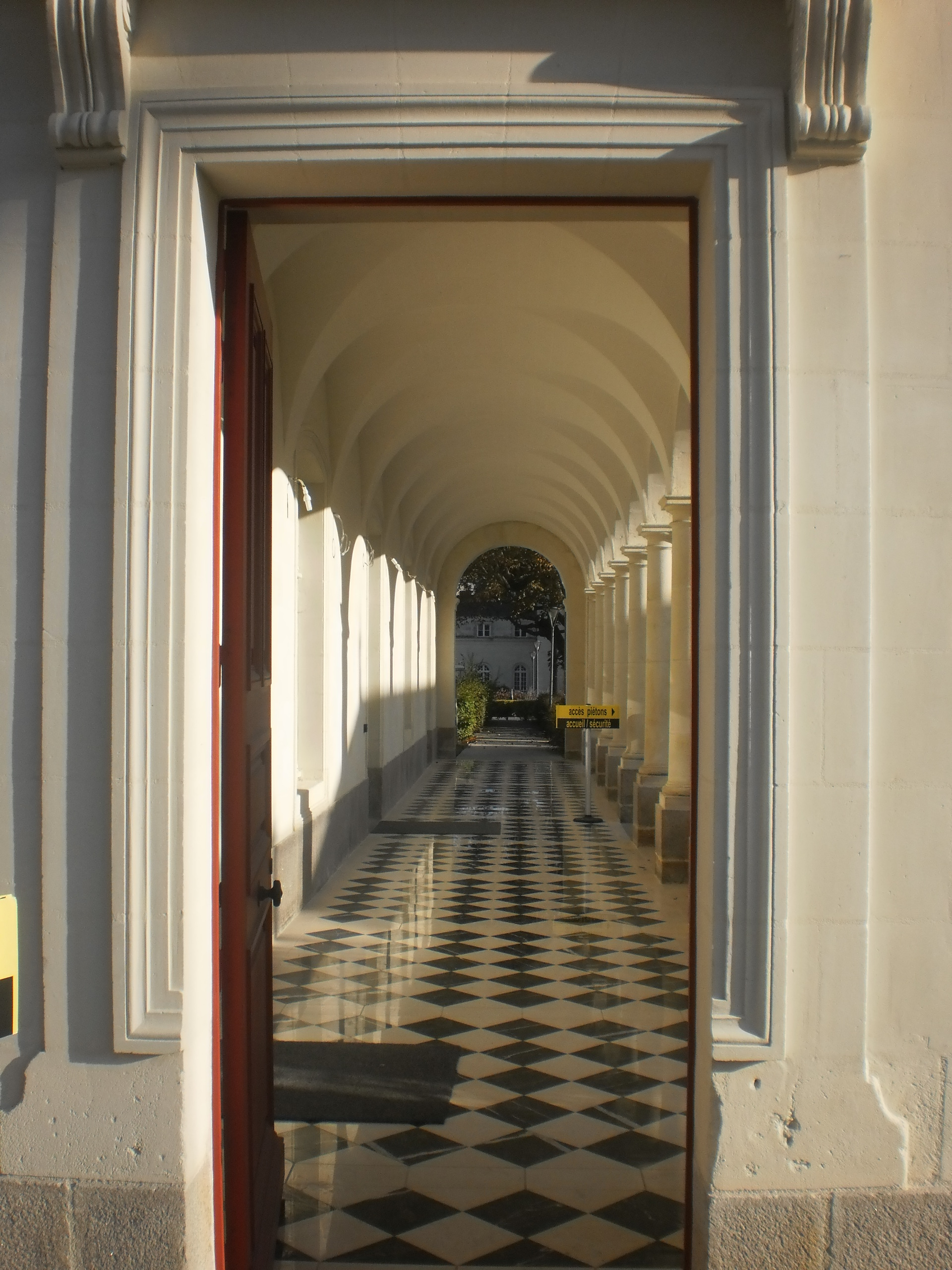
Couloir d'accueil à l'entrée sud de l'hôpital.

##### Première phase, 1833-1837
Ce sont les frères Louis-Prudent et Constant Douillard, architectes nantais renommés, élèves de Mathurin Crucy, qui sont chargés de dessiner les plans de l'« hôpital général de Saint-Jacques », l'entrepreneur Perraudeau réalisant les travaux, tandis que Louis-François de Tollenare supervise l'ensemble en tant que maître d’œuvre. La main d’œuvre est en partie constituée d'ouvriers recrutés dans les ateliers de charité. Lorsqu'en septembre 1834 il faut accueillir à Saint-Jacques les pensionnaires du Sanitat, seul le bâtiment destiné à l'accueil des vieillards est achevé. Pour accélérer les travaux, le médecin-chef Camille Bouchet (1801-1854), décide de mettre tous les malades au travail, y compris les aliénés. Cette main d’œuvre gratuite permet à l'administration de faire d'importantes économies. Les aliénés contribuent donc, par exemple, à construire les cellules dans lesquelles ils seront enfermés.
Lors des travaux il faut araser des parties rocheuses, remblayer d'autres zones. La partie marécageuse du terrain, le long de la Loire, est rehaussée de 4 mètres. Une forge et une serrurerie sont construites, notamment pour fabriquer les serrures, réparer les outils, et fabriquer 150 lits en fer. Le sable utilisé pour la maçonnerie et pour le terrassement est extrait de la Loire toute proche.
L'alimentation en eau est un élément important, notamment pour l'évacuation des latrines. Une autre utilisation importante de l'eau concerne l'hygiène corporelle, les bains faisant depuis le XVIIIe siècle partie intégrante du fonctionnement des hôpitaux. À cette fonction s'ajoute celle du rôle thérapeutique des bains. Les raisons économiques contraignent le docteur Bouchet à n'installer qu'une baignoire. Un peu plus tard, le docteur Ferrus fait installer une salle de bains par pavillon, chacun comptant deux baignoires. Au début l'alimentation en eau de l'établissement se fait par transport à dos d'homme, puis par un pompage actionné à la force des bras. Les frères Douillard font appel à un ingénieur civil (qui semble se nommer M. Pervac) pour installer une station de pompage actionnée par la vapeur pour remonter l'eau de la Loire, et un bassin de récupération des eaux de pluie. Ces installations ne sont pas réalisées avant 1846.

##### Épidémie de grippe de 1837
Alors que l'hiver 1836-1837 est tardif, se prolongeant jusqu'en avril, la Loire étant prise par la glace le 26 mars et la neige tombant encore le 9 avril, une épidémie de grippe touche la ville. L'hôpital Saint-Jacques est atteint la deuxième quinzaine de février, la maladie touche pratiquement tous les patients de l'hôpital à la mi-mars, période à laquelle les trois-quarts des Nantais sont atteints. Alors que, pour la ville entière, environ 260 décès supplémentaires sont dus à la maladie, 33 morts dus à la grippe sont recensées à l'hôpital Saint-Jacques.

##### Deuxième phase de construction, 1840-1845
Une fois la première tranche de travaux achevée, le docteur Bouchet et les frères Douillard déposent en 1837 un projet complémentaire, qui ne reçoit l'agrément de l'État et le financement municipal qu'après 1840. En 1845, l'hôpital Saint-Jacques est achevé, et ce 18 ans après la pose de la première pierre.

#### Organisation de l'hôpital à son achèvement
En 1842, l'hôpital général Saint-Jacques dispose de 1 128 lits, dont 478 réservé aux « insensés ». Outre un service réduit d'accueil aux malades externes (annexe de l'Hôtel-Dieu), Saint-Jacques est constitué de trois hospices qui accueillent respectivement les aliénés, les vieillards et infirmes indigents, et les orphelins et sourds-muets.

##### Hospice des aliénés

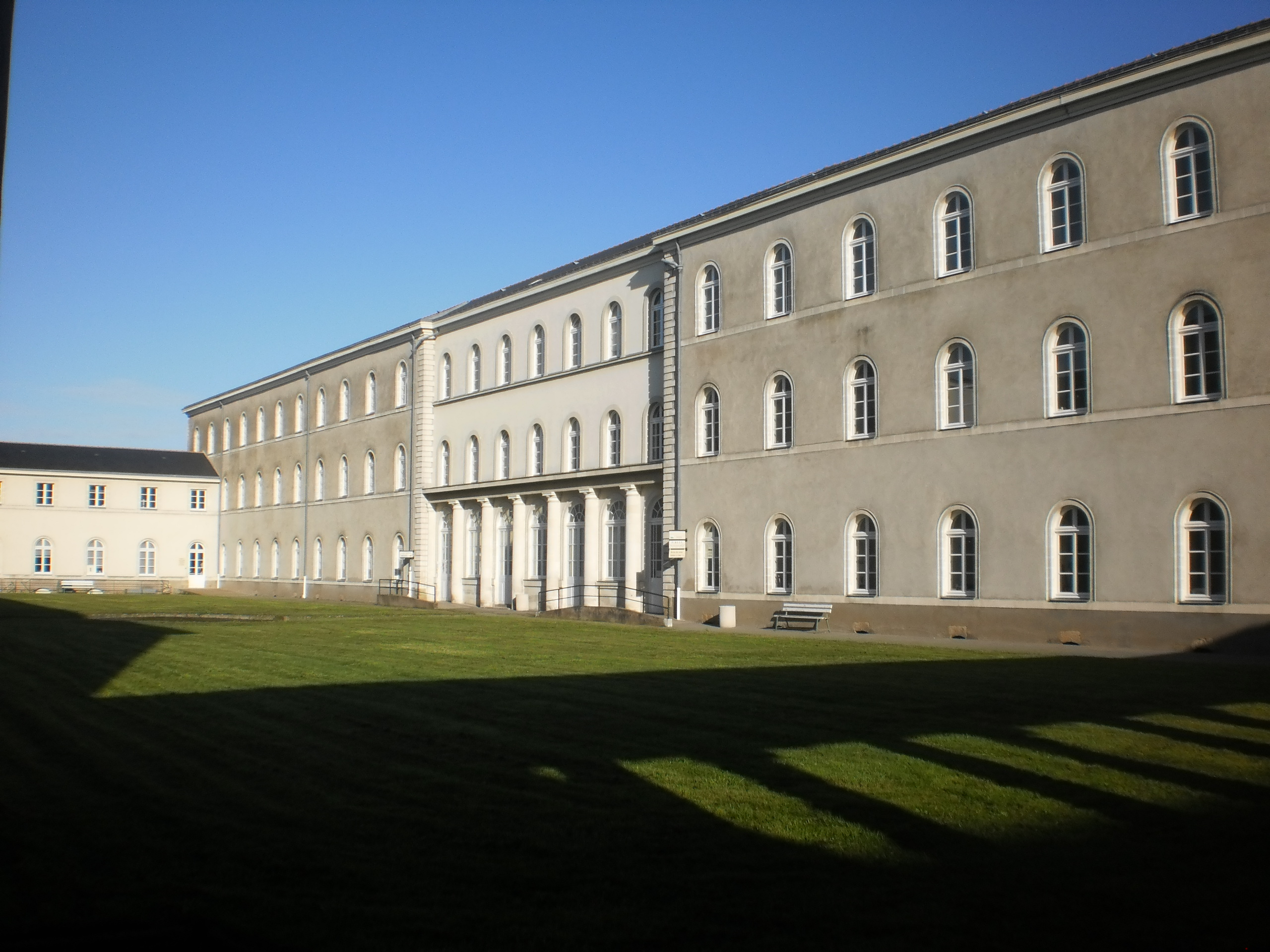
Un des bâtiments réservés aux aliénés au XIXe siècle.

Le quartier des aliénés répond aux souhaits d'humanisation de l'époque. Sa situation à l'écart du centre-ville de Nantes, sur un site ouvert aux vents, répond à la théorie qui veut que l'air, empli de supposés « miasmes », soit une cause de maladies mentales. Les médecins Ange Guépin et Eugène Charles Bonamy notamment soulignent la réussite du projet en ce domaine, avec néanmoins des réserves au sujet des bâtiments situés au nord et dans les rez-de-chaussée soumis aux infiltrations humides. L'environnement offert aux résidents est également considéré comme favorable : la campagne alentour (à l'époque la prairie d'Amont sur l'île Beaulieu est couverte de pâturages) et la Loire toute proche offrent à la fois une vue bénéfique et la possibilité d'effectuer des promenades champêtres et des travaux agricoles, éléments jugés salutaires pour la santé mentale par les docteurs Esquirol et son élève Bouchet.
À partir de 1835, avant même la fin des travaux, l'hôpital Saint-Jacques accueille des aliénés venant de la Loire-Inférieure et des départements voisins qui ne disposent pas d'asile psychiatrique, bien que la loi l'impose. Hommes et femmes sont séparés, mais les enfants aliénés sont mêlés aux adultes. La répartition entre les différents pavillons d'hébergement se fait par grandes catégories d'aliénés :
- les aliénés tranquilles et convalescents ;
- les aliénés agités et furieux ;
- les malades « gâteux » ;
- les épileptiques.

Ces derniers, après avoir été rejetés jusqu'au XVIIIe siècle comme possédés par le démon, sont alors considérés comme des aliénés, qu'ils présentent des signes d'altération mentale ou non. En 1908, une étude souligne que cette maladie est toujours synonyme de folie dans beaucoup d'établissements psychiatriques.
Les « fous » ne sont pas tous logés à la même enseigne : une étude de 1875 montre que le taux de guérison obtenu à Saint-Jacques est légèrement supérieur à la moyenne nationale, mais indique également que les internés dont les familles payent le séjour sont très favorisés par rapport aux aliénés indigents. Les décès étant majoritairement liés aux carences en matière d'hygiène, les conditions un peu plus avantageuses octroyées par l'argent des proches garantissent aux bénéficiaires un avantage certain sur les pauvres.

##### Hospice des vieillards
L'hospice des vieillards occupe les bâtiments « de la Providence » et les deux grands bâtis centraux orientés d'est en ouest, avec au centre la chapelle. En 1835, il accueille 412 pensionnaires. Ceux-ci sont divisés en deux catégories.
Les vieillards ou infirmes indigents sont admis à partir de 60 ans, à condition d'être résidents à Nantes depuis au moins trois ans, et sur présentation soit d'un certificat médical attestant une infirmité, soit d'un certificat d'indigence établi par le commissaire du quartier d'origine. De même, seul un certificat médical permet d'éviter à un pensionnaire de participer au travail obligatoire au sein de l’établissement. Ceux qui travaillent reçoivent une petite rémunération. Après la publication de la loi du 3 juillet 1906, un repos hebdomadaire est instauré, et en 1955 ce type d'activité est interdit, étant considéré à la fois comme du travail forcé, du travail au noir et une concurrence déloyale par rapport au personnel hospitalier. Au XIXe siècle, bien qu'améliorées par rapport à celles connues au Sanitat, les conditions de vie de ces vieillards sont assez difficiles. Ils sont logés dans des dortoirs de 24 lits, assez mal chauffés. Les chaufferettes sont interdites. Le régime alimentaire est composé de pain, de soupe, d'un peu de vin et d'eau. Le linge de corps est changé une fois par semaine au mieux, la pénurie d'eau ne permettant pas toujours de respecter cette cadence.
Les pensionnaires payants sont mieux lotis. Ils doivent répondre aux conditions d'âge et de résidence (60 ans et depuis 3 ans à Nantes), et être capables de payer leur pension. Ils disposent de chambres individuelles. Leur alimentation est améliorée par rapport aux résidents « non-payants ». Il leur est accordé le droit de sortir en ville.

##### Hospice des orphelins
Les enfants accueillis à l'hospice des orphelins se répartissent en trois catégories :
- les enfants pauvres, nés dans une maternité, mais que leurs parents, démunis, sont contraints d'abandonner ;
- les enfants trouvés, supposés être illégitimes ;
- les orphelins ou ceux dont les parents sont incarcérés.

Les enfants des deux dernières catégories portent un collier numéroté, et sont pris en charge par l'Hôtel-Dieu jusqu'à l'âge de 12 ans. Ceux de la première catégorie sont, dans la mesure du possible, placés dans des familles qui reçoivent une rémunération en échange. À l'époque du Sanitat, les enfants étaient formés et travaillaient au sein de l'atelier dans l'établissement. Les choses changent à l'hôpital Saint-Jacques : les jeunes sont censés effectuer un apprentissage dans une famille d'accueil, mais il semble, dans les premiers temps, que cette pratique est moins profitable aux enfants que ce que proposait le Sanitat. Les conditions sanitaires de l'hospice, améliorées par rapport à celles connues au Sanitat, restent difficiles : en 1836, la moitié des enfants souffrent d'une maladie chronique. Jusqu'en 1860 et l’amélioration de l'hygiène et la généralisation du vaccin anti-variolique, la mortalité oscille entre 11 % et 12 % par an. En 1860 les pensionnaires prennent le nom de pupilles ; l'hôpital accueille 543 enfants de 12 à 21 ans, dont 460 sont placés en journée chez des artisans pour apprendre un métier (majoritairement celui de domestique). Le service est actif jusqu'en 1955, année où les enfants sont pris en charge par le Foyer départemental de l'enfance.

##### Accueil des sourds-muets
Vers 1834–1835, la municipalité de Nantes obtient du conseil général de la Loire-Inférieure que l'école pour sourds et muets fondée par René Dunan soit transférée à l'hospice général Saint-Jacques. Le statut officiel de l'école devient, le 1er août 1835, celui d'une « institution départementale ». Le 23 mars 1840, la commission administrative de l'hospice rédige un règlement de discipline intérieure pour l'établissement des sourds-muets. En 1850, Louis Cailleau, frère de la congrégation de Saint-Gabriel, devient directeur de cette école. Il obtient de la municipalité de Ferdinand Favre l'achat du domaine de La Persagotière, où les élèves sont transférés le 15 novembre 1856.

##### «Hôpital succursal»
En 1848, l'arrivée à Nantes des travaux de la ligne de chemin de fer de Tours à Saint-Nazaire provoque un afflux de blessés et de malades, auquel l'Hôtel-Dieu, déjà surpeuplé et en mauvais état, ne peut faire face. Une centaine de malades est transférée à Saint-Jacques. Directement dépendant de l'Hôtel-Dieu, la partie de Saint-Jacques ainsi utilisée est dénommée « hôpital succursal », et accueille après 1850 un millier de malades. Pour y faire face, le médecin-chef de Saint-Jacques, qui était alors assisté de deux élèves internes, est affecté exclusivement au suivi des aliénés, et se voit adjoindre deux aides médecins, tandis que deux autres médecins prennent en charge les patients transférés de l'Hôtel-Dieu.

##### Religieux
Avant la Révolution, les religieuses assurent l'assistance aux internés. Leur remplacement par des servantes salariées pose un problème financier insurmontable à l'administration républicaine. Cet élément, associé à la compétence reconnue des sœurs dans le domaine et à la volonté politique de Napoléon Bonaparte d'obtenir la paix religieuse, conduit au retour des religieux dans les hospices. Pour l'Hôtel-Dieu et le Sanitat de Nantes, c'est en 1803 que l'administration fait appel aux Filles de la Sagesse de Saint-Laurent-sur-Sèvre.
En 1840, leur engagement est contractuel. Dans l'hôpital Saint-Jacques, leur rôle est de participer aux soins des malades, de préparer et distribuer les médicaments, d'assurer la discipline, de distribuer les vêtements et de s'occuper de l'enseignement des enfants. La Mère supérieure de l'hôpital est chargée du recrutement et du renvoi du personnel (après approbation de la commission administrative), et les infirmiers et salariés sont sous sa direction. Les transferts de personnel d'un service à l'autre dépendent de fait de la Mère supérieure.
Les sœurs sont toujours rattachées à leur congrégation, et il arrive qu'elles quittent leur poste sur ordre de la Supérieure du couvent de Saint-Laurent-sur-Sèvre, ce qui contrarie le fonctionnement de l'hôpital. Pourtant, le rôle des Filles de la Sagesse reste prédominant dans les différents services de l'hôpital jusqu'à la Seconde Guerre mondiale, à l'exception de la pharmacie où la technicité requise pour les préparations conduit à retirer la responsabilité aux sœurs peu après l'ouverture de l'hôpital.
Le respect de la liberté de conscience des pensionnaires est inscrit dans le règlement de l'hôpital, mais le prosélytisme est inévitable : un patient se plaint d'avoir subi des représailles pour avoir refusé de se plier à un rite religieux. Il n'y a aucune infirmière laïque avant 1906, année où le recrutement des hospices s'ouvre aux diplômées de la toute récente école nantaise d'infirmière, ouverte en 1903. Le dévouement indéniable des sœurs ne suffit plus à leur assurer la prépondérance dans l'hôpital. Elles choisissent en conséquence de passer le diplôme infirmier, et, en 1907, plus de la moitié des lauréates sont des religieuses. En 1923, une sœur devient directrice de l'école d'infirmière.
En 1920, il y a 89 religieuses à Saint-Jacques, mais le recrutement de l'ordre va en diminuant, et progressivement les sœurs abandonnent la responsabilité des services. Signe des temps, en 1936, des syndicats du personnel sont créés, ce qui jette le trouble parmi les religieuses. Elles connaissent un regain d'influence en 1940, lorsqu'on leur confie le service social des malades. Les dernières sœurs sont intégrées au personnel de l'hôpital en 1973.
Un autre religieux habite dans l'hôpital dès 1835, avec cette fois une mission en rapport avec le culte : il s'agit de l'aumônier. Il assure le service du culte catholique, l'instruction religieuse des enfants et les funérailles des indigents.

##### Direction
La direction de l'établissement est assurée par deux personnes. Pour la partie administrative, le premier nommé est Athénas Pitre. Pour le suivi de la santé des résidents de l'hospice, un médecin-chef est nommé. L'établissement étant créé sous l'influence d'Esquirol, celui-ci profite de son prestige pour faire nommer un de ses élèves, Camille Bouchet (1801-1854), à la tête de Saint-Jacques. Bouchet a dirigé l'asile de Charenton durant quelques mois, et présente la qualité, rare à l'époque, d'avoir consacré son internat exclusivement à la psychiatrie. Son prédécesseur, le docteur Treluyer, n'avait aucune formation en psychiatrie, et consacrait une faible partie de son temps à l'hospice. Camille Bouchet est plus impliqué, et fait preuve de novation. Jusqu'en 1850, il est assisté de deux élèves internes. Avec l'arrivée de malade en provenance de l'Hôtel-Dieu, Bouchet est affecté exclusivement au suivi des aliénés, et se voit adjoindre deux aides médecins, tandis que deux autres médecins prennent en charge les autres patients.

##### Personnel
Les aliénés sont suivis par un médecin, qui au début s'occupe des trois hospices de l'hôpital, et de trois élèves internes. Dans le quartier des hommes, ces spécialistes sont épaulés par des gardiens, qui sont au nombre de quinze en 1845. Certains sont des salariés, anciens détenus, gendarmes, chômeurs ou paysans, embauchés dans le quartier alentour pour leur force physique. Celle-ci leur confère en effet la capacité de maîtriser les agités. Leur formation psychiatrique est inexistante jusqu'en 1935, année au cours de laquelle le docteur Louis Corman apporte, assisté d'une infirmière diplômée, une formation de base sur l'anatomie, la physiologie, et la pratique de soins infirmiers élémentaires. Dans le quartier des femmes, les employés sont des femmes (17 en 1845), sous la direction d'une sœur des Filles de la Sagesse.
À partir de 1847, deux médecins suppléants sont nommés auprès du médecin-chef, Camille Bouchet, puis, en 1851, ces postes deviennent ceux de médecins adjoints, qui prennent chacun en charge l'hospice des vieillards et celui des orphelins, le quartier des aliénés restant du ressort du médecin-chef. Ce dernier n'est légalement responsable que devant le préfet, représentant l'État, ce qui provoque des tensions avec la commission administrative, qui est responsable de l’entretien des bâtiments et du paiement des salaires des médecins aliénistes et du personnel non médical. La nomination du médecin-chef revêt parfois un aspect politique. Après 1922, le ministère divise administrativement le service des aliénés entre hommes et femmes : il y a dès lors deux médecins-chefs. En 1956, la création d'un nouveau service est accompagné de la mise en place d'un troisième poste de médecin-chef. Ceux-ci sont logés dans l'enceinte de l'hôpital, notamment à partir de 1914 dans l'hôtel de la Gréneraie, construit en 1885. Les médecins affectés aux vieillards et aux orphelins le sont à temps partiel ; ils ne résident pas dans l'hôpital.

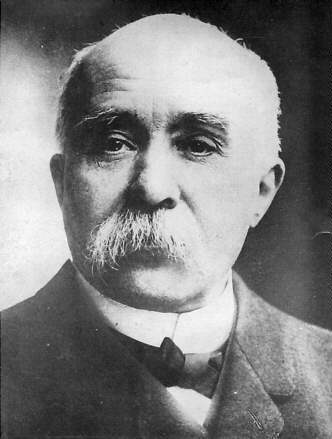
Georges Clemenceau.

La nomination des élèves internes est d'abord laissée au bon vouloir du médecin-chef. À partir de 1859, les internes du service des aliénés sont censés être choisis selon les mêmes règles que les autres hôpitaux, mais des considérations personnelles, sociales ou politiques interviennent dans plusieurs cas. Les élèves internes sont chargés de vérifier que les prescriptions du médecin sont appliquées, et ils effectuent quelques actes courants (saignées, pansements, scarifications) ainsi que les autopsies. Leur conduite est loin d'être irréprochable aux yeux des administrateurs ; c'est le cas de Georges Clemenceau, qui évite la révocation uniquement parce que les responsables « suggèrent » au père du futur ministre de retirer son fils de l'établissement.
Pour désengorger l'Hôtel-Dieu, une pharmacie annexe est créée à Saint-Jacques en 1848. Le pharmacien est logé, chauffé et éclairé par son employeur, et même, à partir de 1850, nourri. Par la suite, l'administration nomme deux pharmaciens suppléants. En 1837, l'administration crée à l'hôpital Saint-Jacques un poste d'économe, en parallèle de celui de l'Hôtel-Dieu.
Les employés dépendent de la Mère supérieure, qui peut décider de mutations internes : quelqu'un travaillant à la boulangerie peut, quelques années plus tard, accéder au poste d'infirmier psychiatrique (après accord du médecin aliéniste). Les hommes et les femmes travaillent séparément. Les salaires sont faibles, mais la nourriture et le logement sont gratuits. Il n'y a pas de limitation horaire du travail, ni de congés. Les sœurs accordent au personnel une demi-journée de repos hebdomadaire. À partir de 1820, une caisse de retraite est alimentée par une retenue sur les salaires. Les salariés de l'hôpital obtiennent sur demande le droit de devenir pensionnaire de l'hospice une fois devenus trop vieux pour travailler.

#### Aménagements de 1844 à 1914

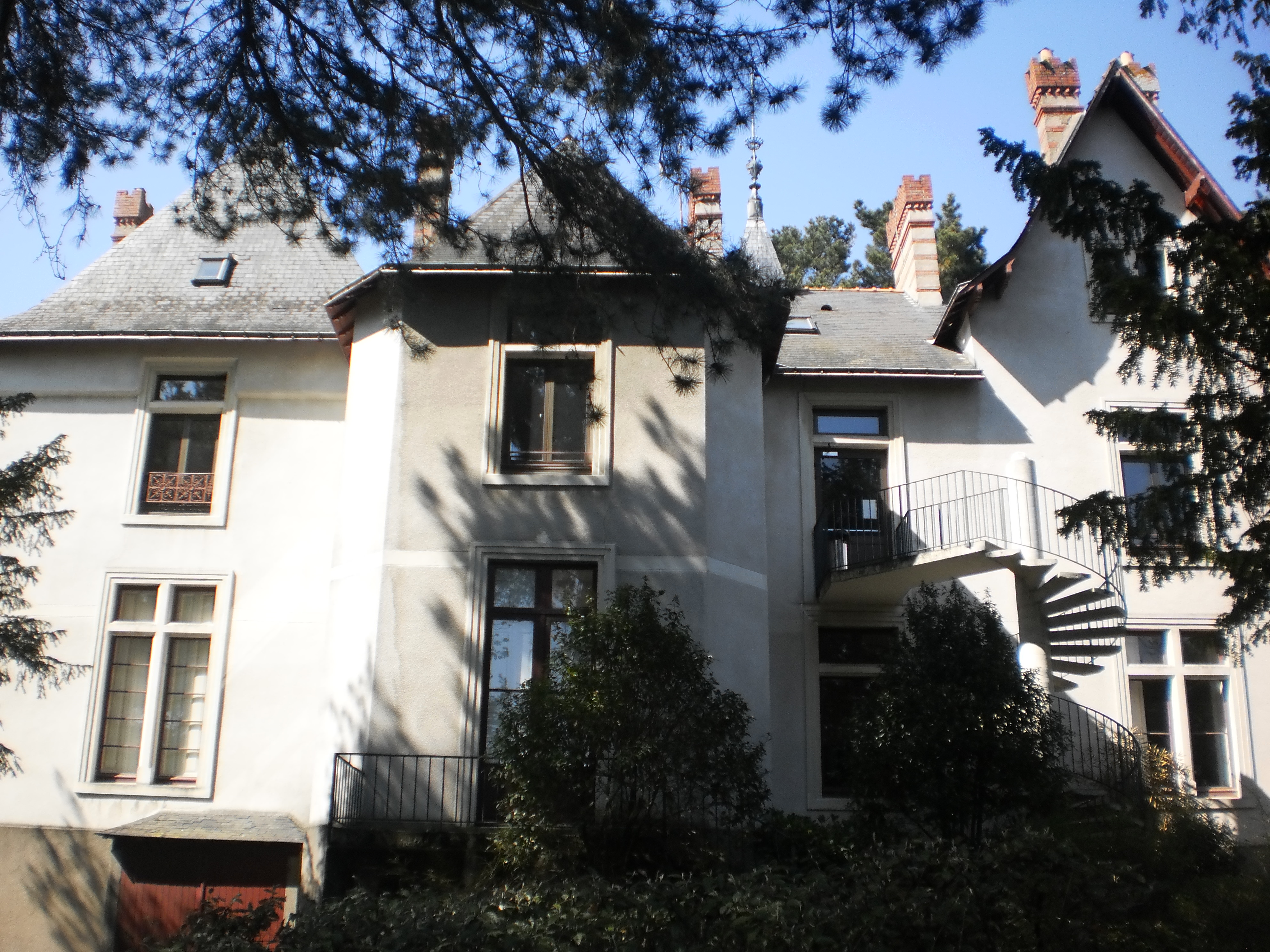
L'hôtel de la Grèneraie.

En 1844, les terres de la Gréneraie, à l'est de l'hôpital, sont acquises. Là, une ferme est construite, et entre en activité avec une main d’œuvre constituée en grande partie de vieillards valides et d'aliénés calmes. En 1935, 70 y sont encore actifs ; l'exploitation cessera après la Seconde Guerre mondiale. La ferme abrite des vaches, des cochons, des volailles et un cheval, destiné à tirer le corbillard de l'hôpital. Vers 1885, sur un terrain limitrophe, le comte de Novion se fait bâtir un manoir, l'hôtel de la Gréneraie, qui est acquis par l'hôpital Saint-Jacques en 1914. Il sert de résidence pour les médecins-chefs, puis plus tard de lieu d'enseignement pour les cadres infirmiers.
La population des aliénés augmente. Jusqu'en 1859, il est possible de faire admettre un membre d'une famille, au seul motif que celui-ci qu'il représente une gêne ou un coût d'entretien jugé trop important, motif qui peut être utilisé par le maire de la commune de résidence. En 1855, le préfet de la Loire-Atlantique rappelle l'ensemble des maires à l'ordre, et en 1859 un arrêté préfectoral durcit les motif d'internement. Seuls les cas de personnes présentant un danger pour l'ordre public ou mettant en danger physique leur entourage peuvent être admis.
Alors que le quartier des aliénés est prévu pour héberger 400 personnes, il en accueille 600 en 1862. La réouverture de l'Hôtel-Dieu en 1863 ne permet pas de délester Saint-Jacques. Il est envisagé la création, loin de la ville, d'une « colonie hospice », c'est-à-dire une succursale de l'hôpital destinée à accueillir « les aliénés non dangereux, ainsi que des enfants trouvés élevés à la campagne et des vieillards indigents ou infirmes ». Le plan du nouvel établissement envisagé s'inspire de celui de l'hôpital Saint-Jacques. Après l'échec de ce projet, des travaux d'agrandissement sur les pavillons existants sont entrepris, mais sont insuffisants.
En 1869, l'hôpital Saint-Jacques est, quant au nombre de lits dans les services d'hospice, le troisième établissement de France après ceux de Paris et Lyon. Il compte alors 2 716 lits. La surpopulation concerne également l'hospice des vieillards, pour lequel deux nouveaux bâtiments sont construits en 1866 et 1872,.
En 1878, le service psychiatrique inaugure le Pavillon bleu. Cet édifice contient des cellules pour agités, un réfectoire, une salle de réunion pour les malades et cinquante lits supplémentaires. Il doit son qualificatif « bleu » au choix fait par les psychiatres de tout peindre en bleu, y compris les fenêtres, cette couleur étant supposée être apaisante.
La découverte du rôle de la contagion microbienne dans les épidémies conduit, en 1882, à la construction en urgence de deux baraquements en bois lors d'une épidémie de variole. Cette installation provisoire sert en 1884 pour isoler les malades atteints de choléra, et plus tard l'ensemble des contagieux de l'Hôtel-Dieu, malgré les protestations des habitants du quartier. Les baraquements, affectés à diverses fonctions au cours du temps, ne sont détruits qu'en 1970. Après que plusieurs cas d'infection par la variole ont été signalés pour des patients pourtant atteints à leur admission de maladies bénignes, la construction de nouveaux bâtiments est envisagée. Un projet de résidence sur des bateaux au milieu de la Loire, évoquant sans doute trop les noyades de Nantes, est écarté. L'installation de tentes est également évoquée.
Grâce à un legs reçu en 1889, un bâtiment destiné aux convalescents indigents est construit en 1895. Appelé « la convalescence », il accueille l'école d'infirmière après la destruction de l'Hôtel-Dieu en 1943 et jusqu'en 1968, lorsqu'il est détruit pour permettre la construction de l'axe routier sud de la ville.
La population d'aliénés augmentant sans discontinuer, et face au coût trop important que représente la construction d'un nouvel asile, des travaux d'extension sont entrepris entre 1898 et 1911.

#### Première Guerre mondiale
Durant le conflit, Nantes, éloignée des champs de bataille, est une ville d'accueil des blessés. L'hôpital des armées Broussais, situé dans le quartier de Doulon et ouvert avant le début de la guerre, est saturé. Dès le 30 octobre 1914, huit baraquements en bois sont construits dans l'enceinte de l'hôpital Saint-Jacques. L'ensemble constitue « l'hôpital complémentaire 57 », baptisé hôpital Baur en hommage à un médecin colonel de l'armée française, tué lors de la bataille de la Marne. L'hôpital, qui dispose de 414 lits en 1918, accueille environ 12 000 blessés en quatre ans. Une tente d'appoint est dressée, et le service de rééducation s'installe dans la ferme de l'hôpital Saint-Jacques. Les baraquements de l'hôpital Baur sont détruits en 1919.

#### Entre-deux-guerres
Entre 1931 et 1932, dans un délai plus court qu'à l'accoutumée, le « pavillon Montfort » est construit, symétriquement à « la Providence ». Il est destiné à un service de médecine pour vieillards et à la chirurgie. Un débat s'ouvre alors sur la possibilité de l'affecter entièrement à la chirurgie, pour l'ouvrir à des non-résidents. Cette option n'est pas retenue, Saint-Jacques n'offrant encore ce type de soins, dans l'entre-deux-guerres, qu'à des pensionnaires ou internés. Lorsque le pavillon ouvre en 1934, les deux premiers niveaux sont affectés à l'hébergement des pensionnaires libres, les deux étages supérieurs sont occupés par la chirurgie.
Le projet de construction d'un pavillon pour contagieux se concrétise par des travaux effectués entre 1933 et 1935, permettant l'édification d'un bâtiment. Il servira à la fin du XXe siècle au service de psychiatrie universitaire.
En 1939, les conditions de vie sont difficiles pour les internés de l'hôpital psychiatrique. Établissement d'avant-garde à son ouverture, Saint-Jacques a peu évolué depuis, et les services de psychiatrie sont considérés comme étant dans un état lamentable.

#### Seconde Guerre mondiale
Dès 1929 le personnel de Saint-Jacques est invité à suivre des cours de formation à la défense passive, qui deviennent obligatoires en 1938. Lorsque la France entre en guerre contre l'Allemagne en septembre 1939, le souvenir du précédent conflit pousse la direction de l'hôpital à faire creuser des tranchées-abris dans la cour d'honneur, à demander l'autorisation d'acquérir 4 500 masques de protection contre les gaz asphyxiants, et à créer un centre de lavage pour les victimes de l'ypérite.
L'armée allemande envisage d'utiliser Saint-Jacques comme hôpital militaire, mais abandonne le projet. Pendant l'Occupation, le taux de mortalité augmente parmi les pensionnaires de l'hôpital du fait de la pénurie alimentaire et de la recrudescence des cas de tuberculose. À partir de l'opération Chariot en mars 1942 à Saint-Nazaire, la menace de bombardement par les forces alliées se précise. La destruction du pont de Pirmil, coupant la communication entre le sud et le nord de l'agglomération nantaise, priverait le sud-Loire d'accès rapide à un hôpital. Il est donc prévu de doter Saint-Jacques de services de médecine et de chirurgie ouverts à des patients extérieurs.
En mai 1943, Jean-Baptiste Péneau, membre du personnel, tente de créer au sein de l'hôpital un corps-franc de la Résistance intérieure française. Le réseau Alphonse Buckmaster est constitué. Après cinq semaines d'activités de sabotage et de renseignement, notamment concernant les entrepôts de Salorges sur le quai de la Fosse, l'adjoint de Péneau est arrêté par la Gestapo sur dénonciation. Torturé, il révèle des informations qui conduisent à l'arrestation de tous les membres du groupe sauf un qui parvient à s'échapper. Cinq meurent en détention au camp de concentration de Buchenwald. Les informations collectées par le réseau ont sans doute contribué au succès de l'opération de destruction du dépôt des Salorges le 23 septembre 1943.
Le 16 septembre 1943, le bombardement allié sur Nantes provoque la destruction de l'Hôtel-Dieu. C'est l'hôpital Saint-Jacques qui accueille les victimes des bombes ; les 3 000 aliénés et vieillards de l'établissement sont regroupés pour faire de la place. Le 23 septembre, un nouveau bombardement frappe la ville, quelques projectiles tombent dans l'enceinte de Saint-Jacques, mais n'explosent pas. Saint-Jacques devient l'hôpital principal de la ville jusqu'à la mise en service du nouvel Hôtel-Dieu, qui s'échelonnera de 1964 à 1967. En novembre 1943 plusieurs services sont ouverts : deux de chirurgie, un de clinique médicale, un service de contagieux, une maternité, un service de radiologie et radiothérapie, et d'autres services spécialisés.

#### De 1944 à la fin duXXesiècle

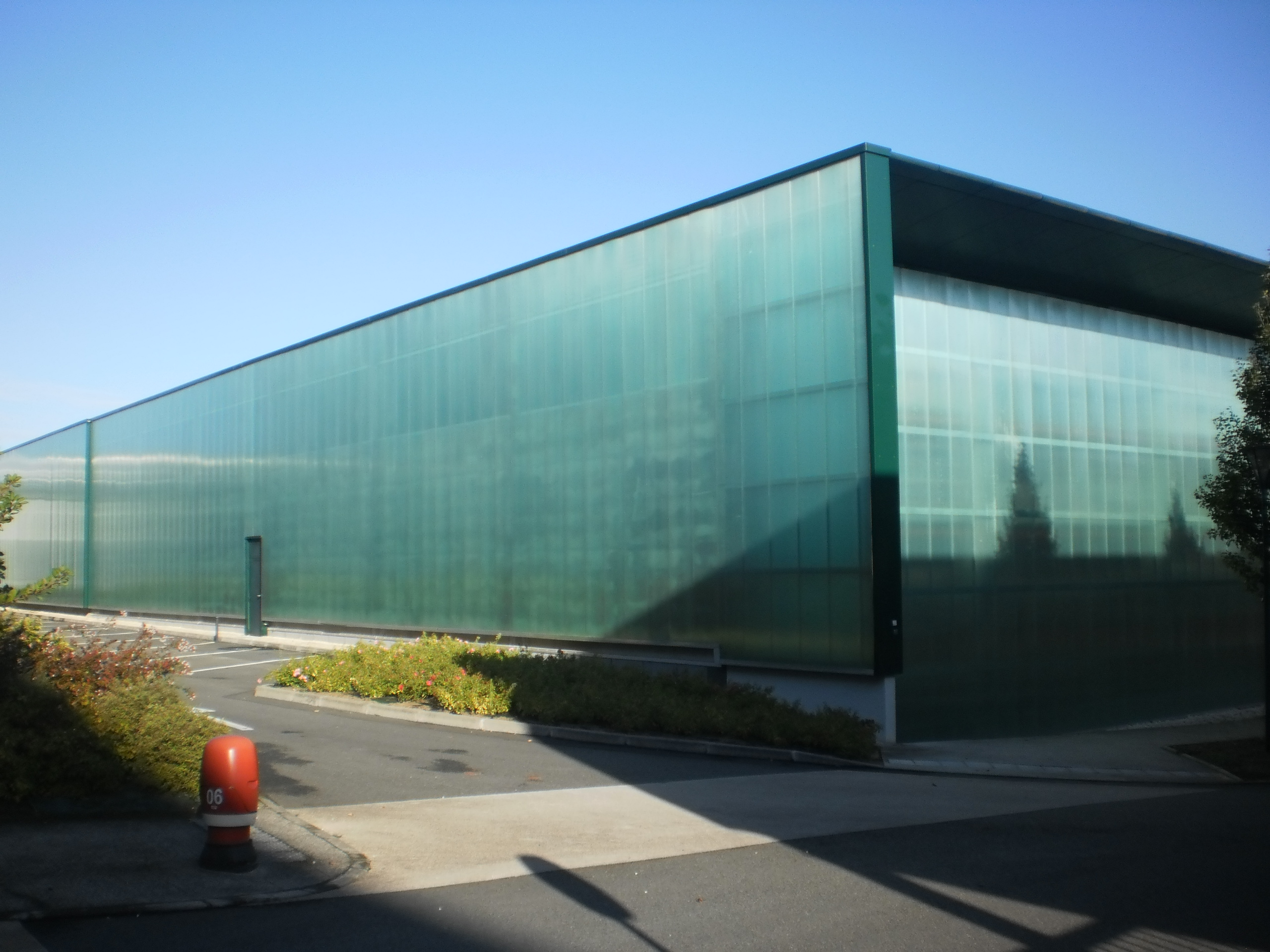
Bâtiments modernes.

Dès 1944, afin d'assumer son rôle d'hôpital principal de la ville de Nantes, Saint-Jacques fait l'objet de nouvelles constructions : des baraquements provisoires. Les dortoirs de 30 lits existent encore, les lieux étant peu adaptés à la création de chambres à un, deux ou quatre lits. L’exiguïté des lieux contraint à installer les services de radiologie et des urgences dans des locaux peu adaptés. Les tuberculeux, nombreux au sortir de la guerre, engorgent l'hôpital. Des personnes atteintes sont logées dans des locaux vétustes, dans l'ancien hôpital de Chantenay et même dans les services de médecine générale et de chirurgie de Saint-Jacques, l'isolement des malades contagieux se révélant impossible faute de places.
De nouveaux services sont créés : service des brûlés (1952), réanimation (1958), traumatologie, rhumatologie, endocrinologie, néphrologie, anatomopathologie, centre de transfusion sanguine, centre régional de lutte contre le cancer. Leur installation se fait parfois dans des baraquements provisoires. Le pavillon de convalescence et le pavillon relais sont construits. En 1958 apparaît le « temps plein » hospitalier des médecins : ceux-ci consacrent tout leur temps à l'hôpital, et n'ont plus de cabinet extérieur. Il faut trouver des locaux pour héberger leurs salles de consultation, secrétariats, etc. Cette demande se résout une nouvelle fois par la construction de locaux provisoires.
Après 1956, les hôpitaux de Nantes associés à la faculté de Médecine sont qualifiés Centre hospitalier universitaire. Les services de psychiatrie accueillent jusqu'à 1 200 malades. La construction des asiles de Pont-Piétin à Blain et de Montbert, conjointement à la politique d'extériorisation des soins, désengorgent l'hôpital. En mai 1964, le pavillon de « la mère et de l'enfant » du nouvel Hôtel-Dieu ouvre. Mais ce n'est que le 16 octobre 1967, 24 ans après sa destruction lors de la guerre, que l'Hôtel-Dieu peut accueillir son premier malade dans le bloc central, et les services de chirurgie, les laboratoires, etc. s'y transportent.
Il faut attendre 1978 pour que la décision de construire un nouvel hôpital au nord de Nantes soit prise. Le ministre de la Santé est alors Simone Veil, le maire de Nantes est Alain Chénard. La question se pose de l'avenir de Saint-Jacques ; il est envisagé de le détruire, de vendre le terrain pour des projets immobiliers ou de reconstruire intégralement l'hôpital. Le choix est fait de détruire les bâtiments rendus libres par la création d'un nouvel hôpital pour en reconstruire de plus adaptés, et de conserver l'hôpital Saint-Jacques historique.
Le projet d'un nouvel hôpital à Nantes se concrétise avec l'ouverture de l'hôpital Laennec à Saint-Herblain (commune limitrophe de Nantes). Sa mise en service ôte certaines activités à Saint-Jacques qui se recentre sur la psychiatrie, la gériatrie et la rééducation fonctionnelle. En 1989, Saint-Jacques offre 1 151 lits en court séjour, moyen séjour, long séjour et psychiatrie. L'évolution de la médecine psychiatrique conduit à l'ouverture d'hôpitaux de jour en ville. De ce fait, le nombre de lits dévolus au service passe de 600 à 375 en 1989.

## Architecture et décor

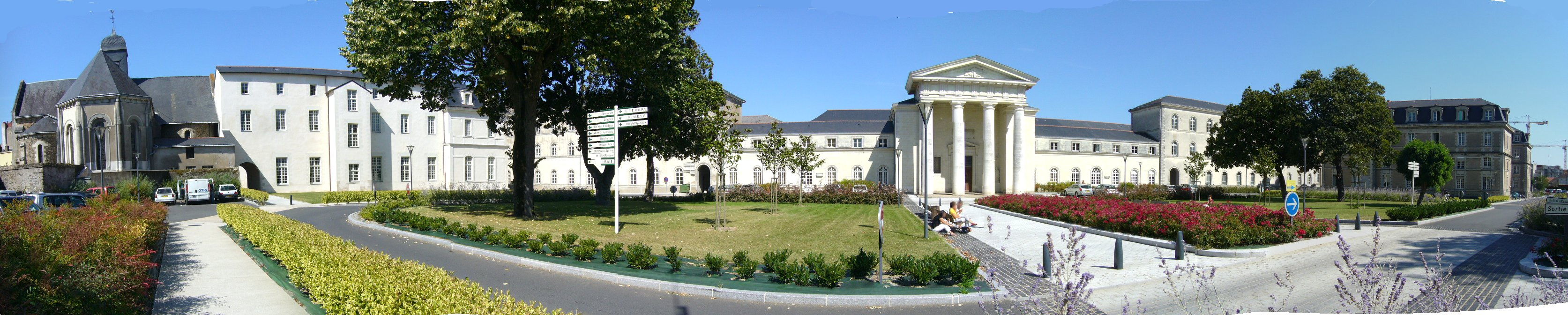
Vue générale.

### La Providence
Le bâtiment de la Providence abrite une galerie voutée qui servait peut-être de réfectoire aux moines ayant rebâti le prieuré en 1711.

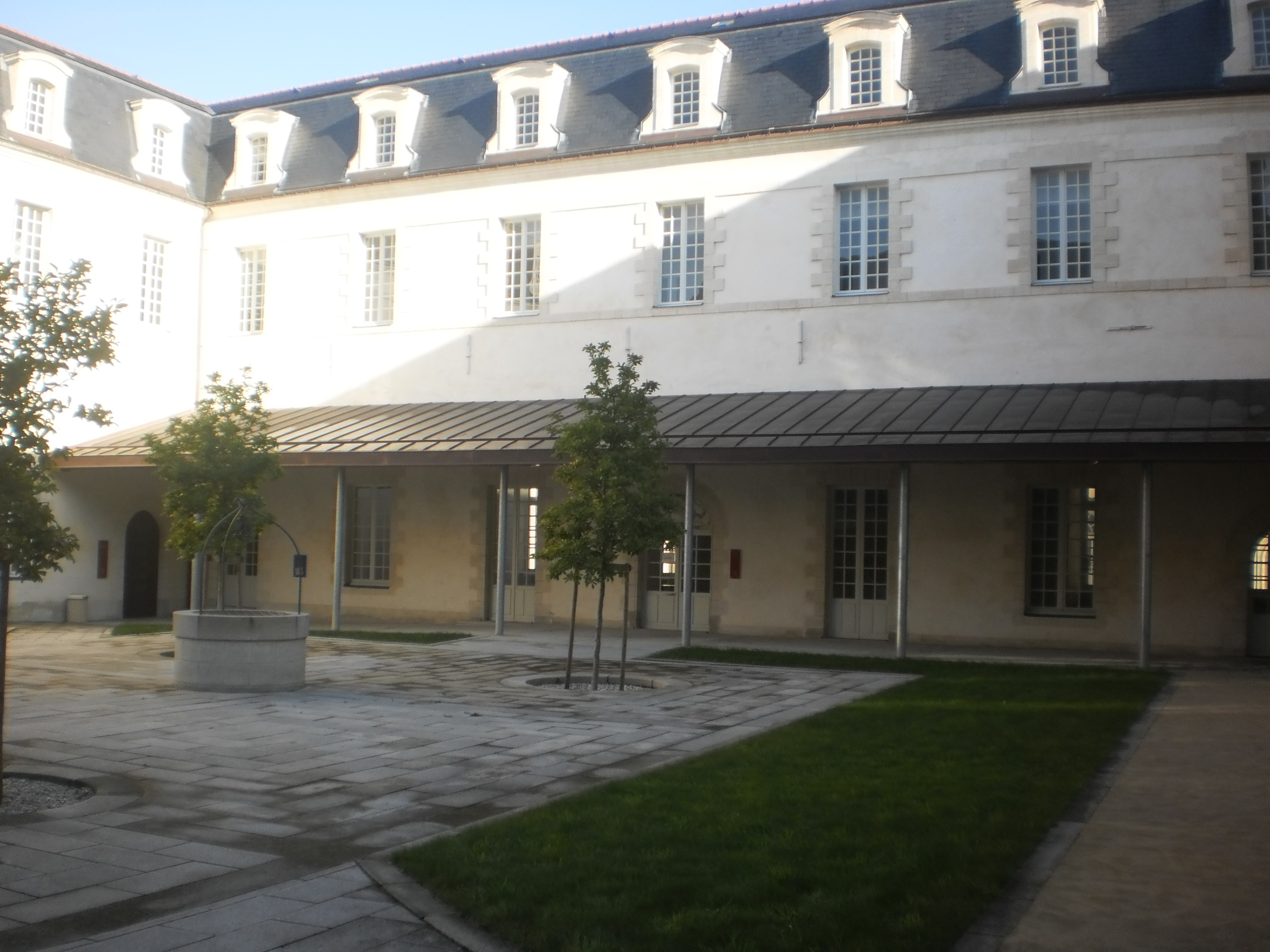
La Providence : cour intérieure.
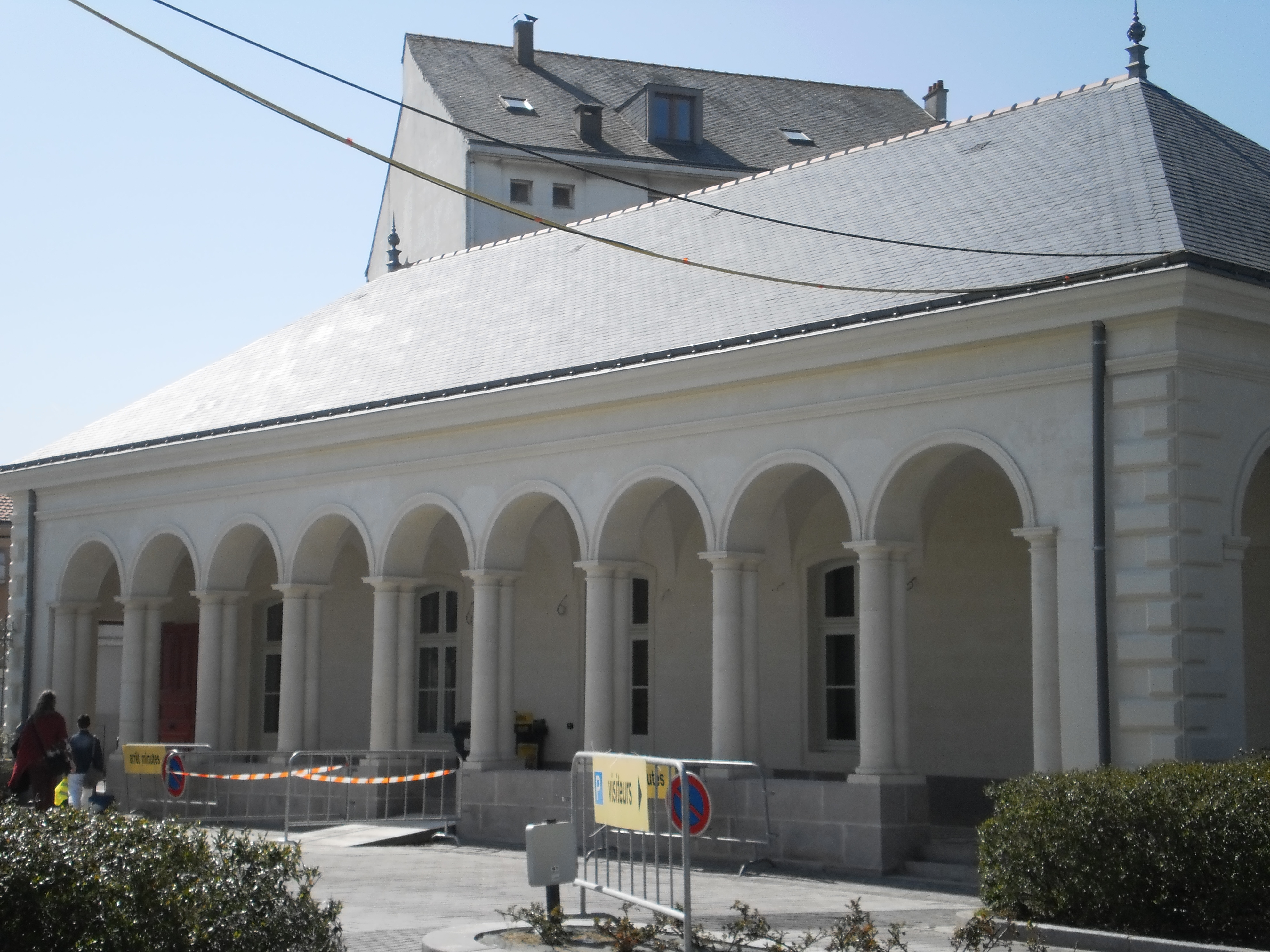
Partie ouest de l'entrée sud.

### Entrée
Les deux bâtiments encadrant l'entrée sud font partie des éléments inscrits au titres des monuments historiques.

### Bâtiments centraux
L'œuvre des frères Louis-Prudent et Constant Douillard, architectes de l'hôpital à partir de 1831, est d'inspiration néoclassique. Les concepteurs du site mettent leur savoir-faire au service de la destination médicale de la construction. Les locaux doivent être fonctionnels selon les normes les plus avancées de l'époque en matière de psychiatrie et d'accueil des vieillards. Autour de la chapelle, les bâtiments construits parallèlement et perpendiculairement sont reliés par des galeries à colonnes toscanes. Un des axes de conception de l'ensemble est l'ouverture sur la Loire située au nord.

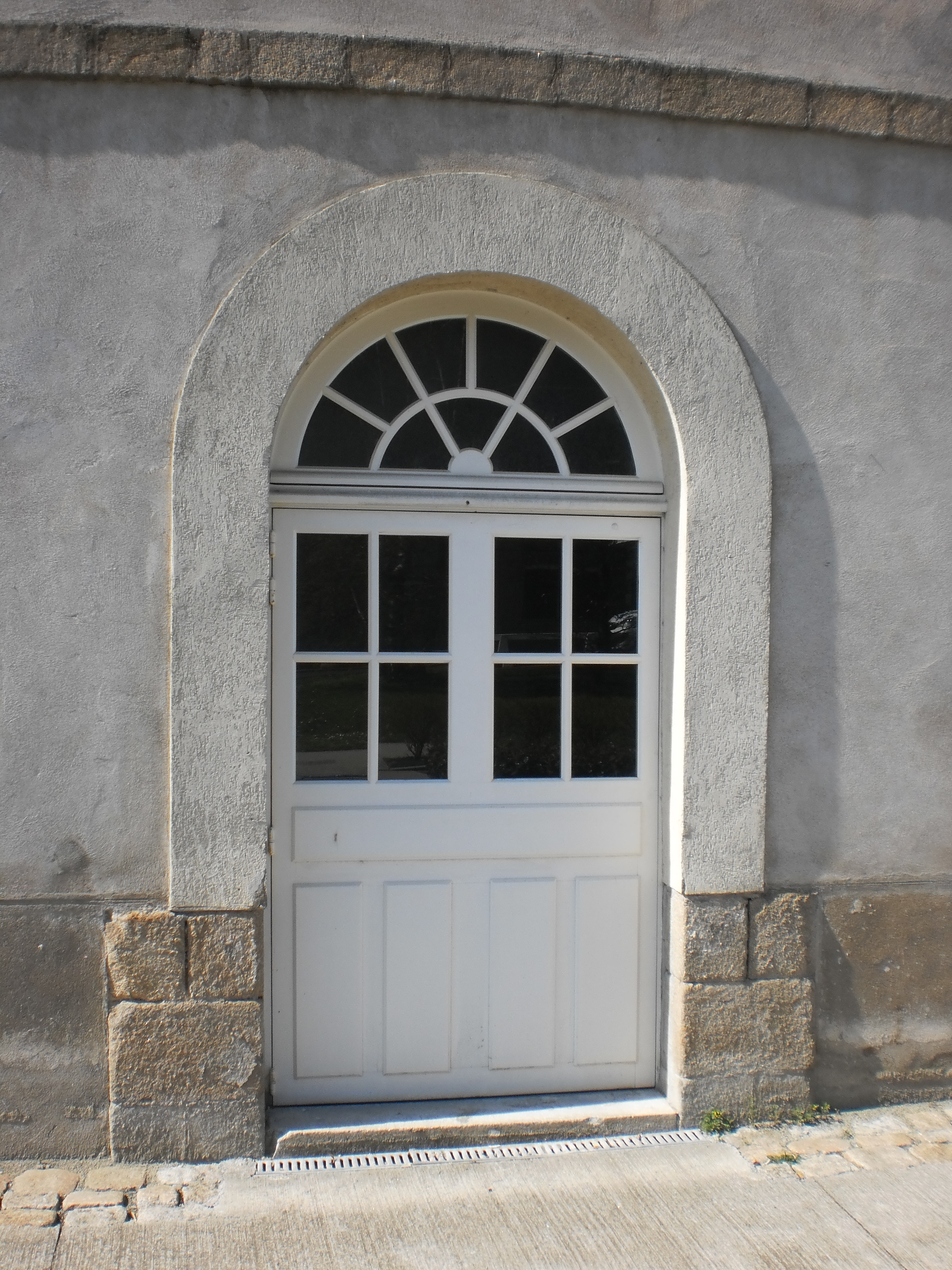
Porte-fenêtre.
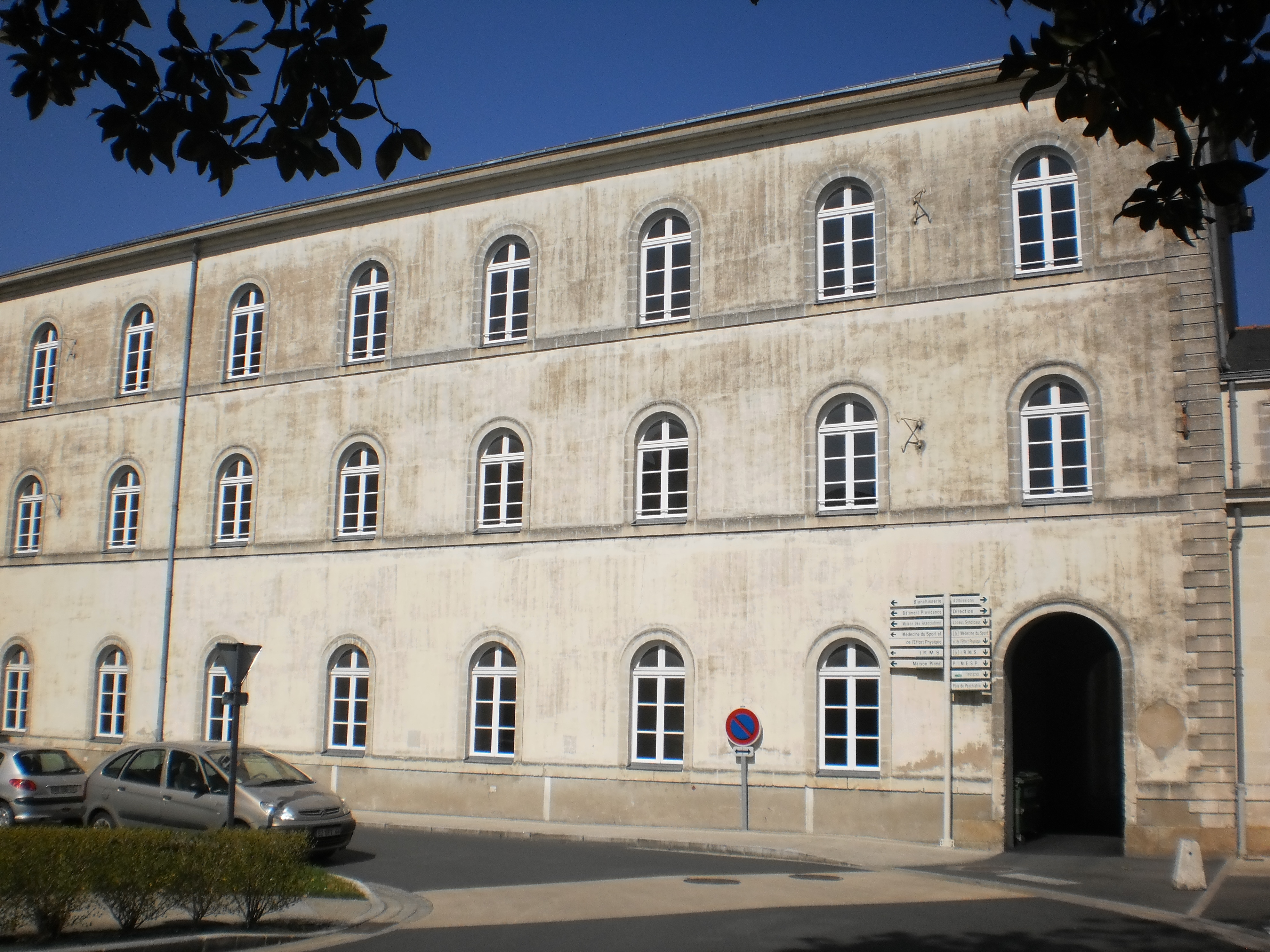
Bâtiment.
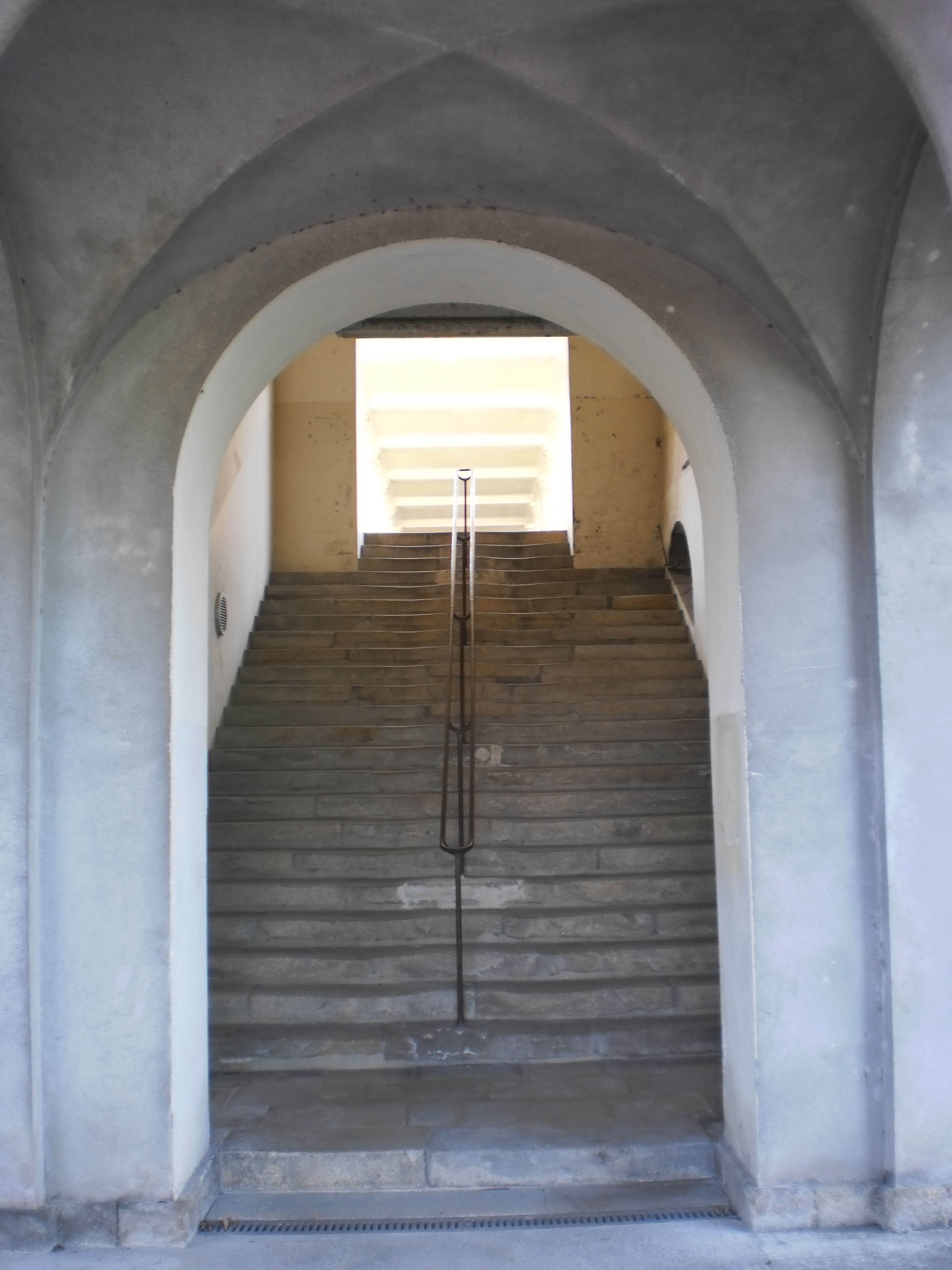
Escalier.

### Pavillon Montfort
Le pavillon Montfort, construit en 1931-1932, respecte la symétrie avec la Providence, selon l'axe central de la chapelle.

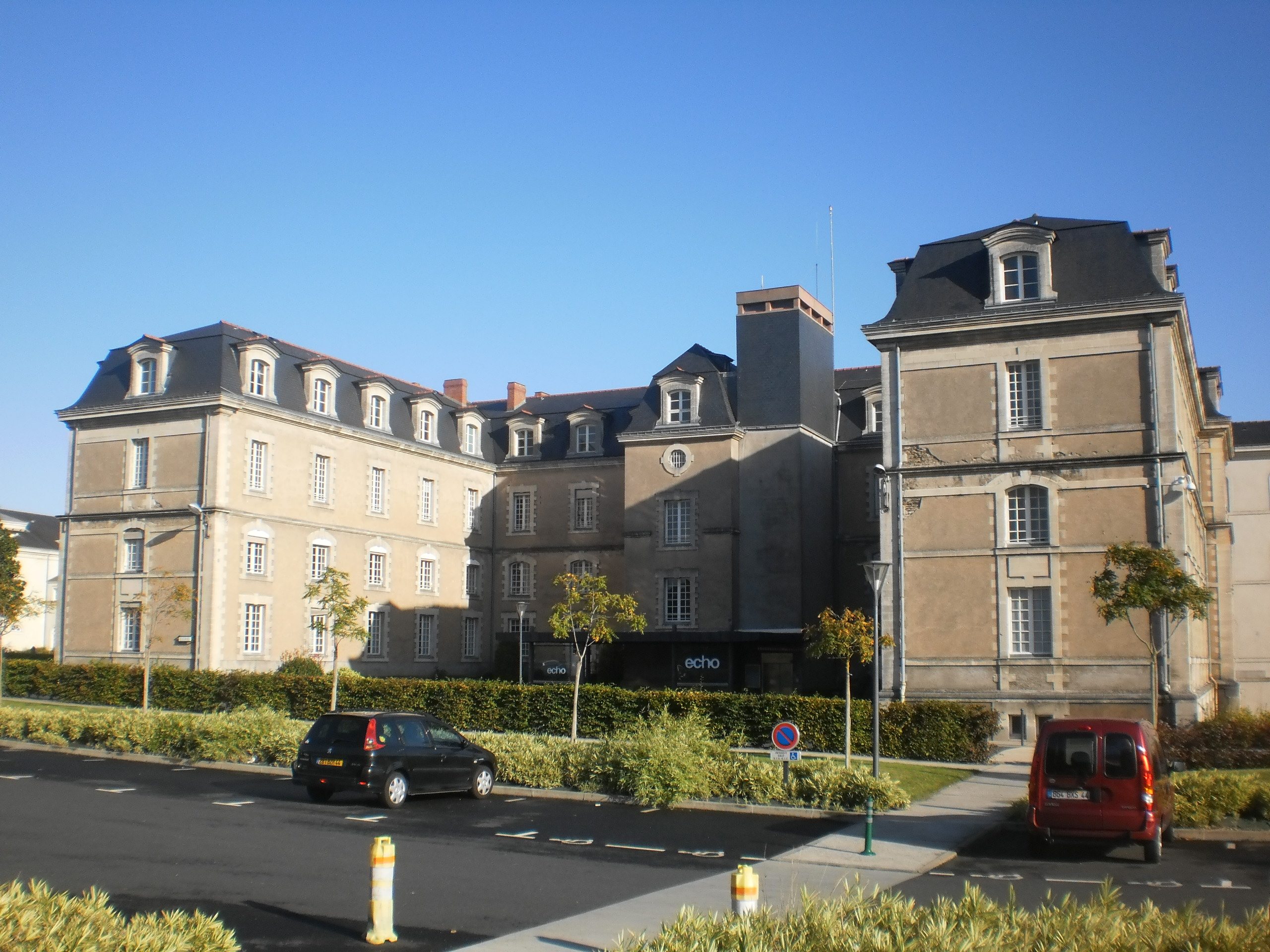
Pavillon Montfort.
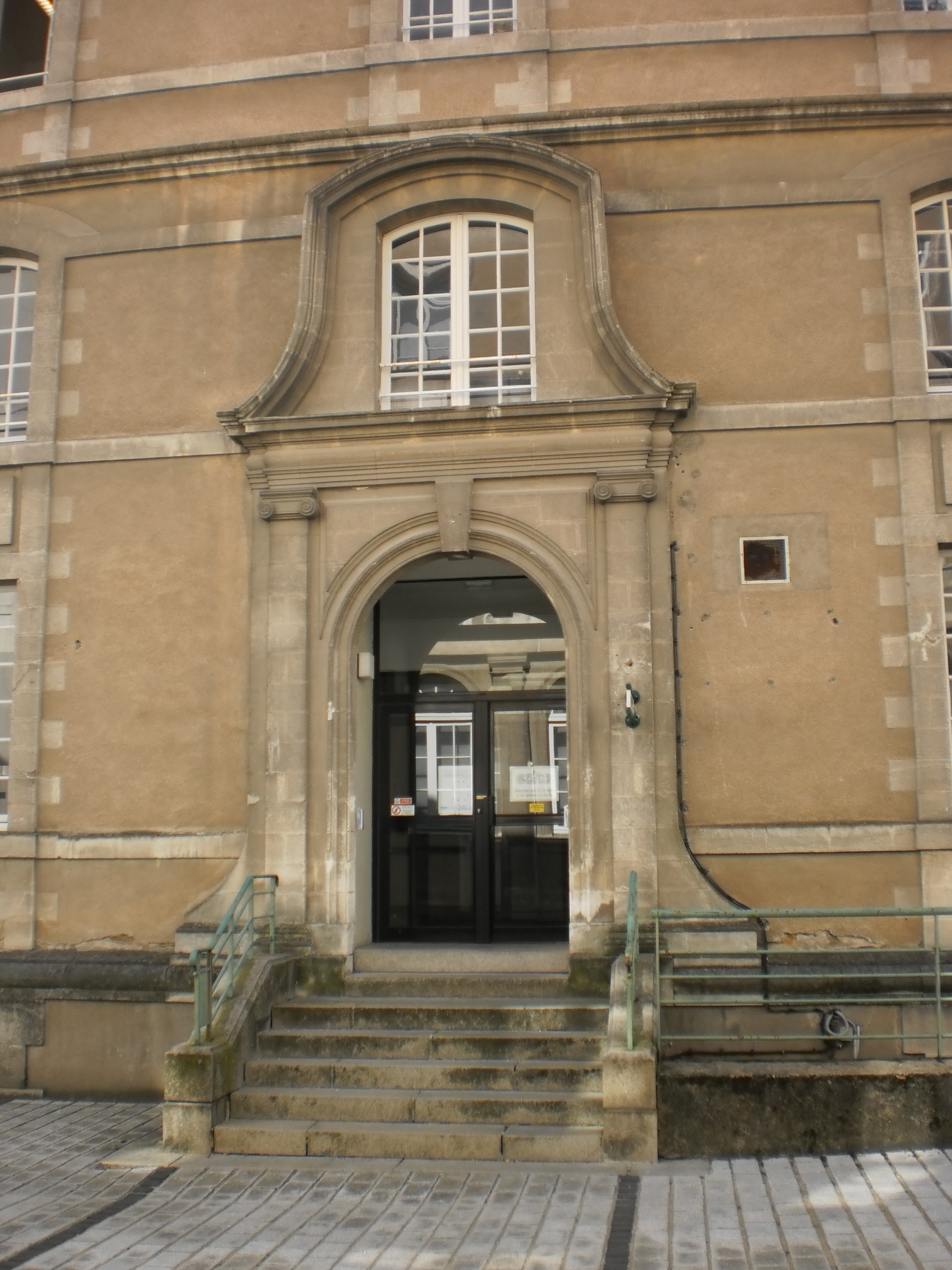
Porte du pavillon Montfort.

### Chapelle
La façade néo-grecque de la chapelle qui, placée face à l'entrée principale de l'hôpital, occupe le centre du bâtiment, est un bel exemple du style néoclassique appliqué à un bâtiment à vocation religieuse.

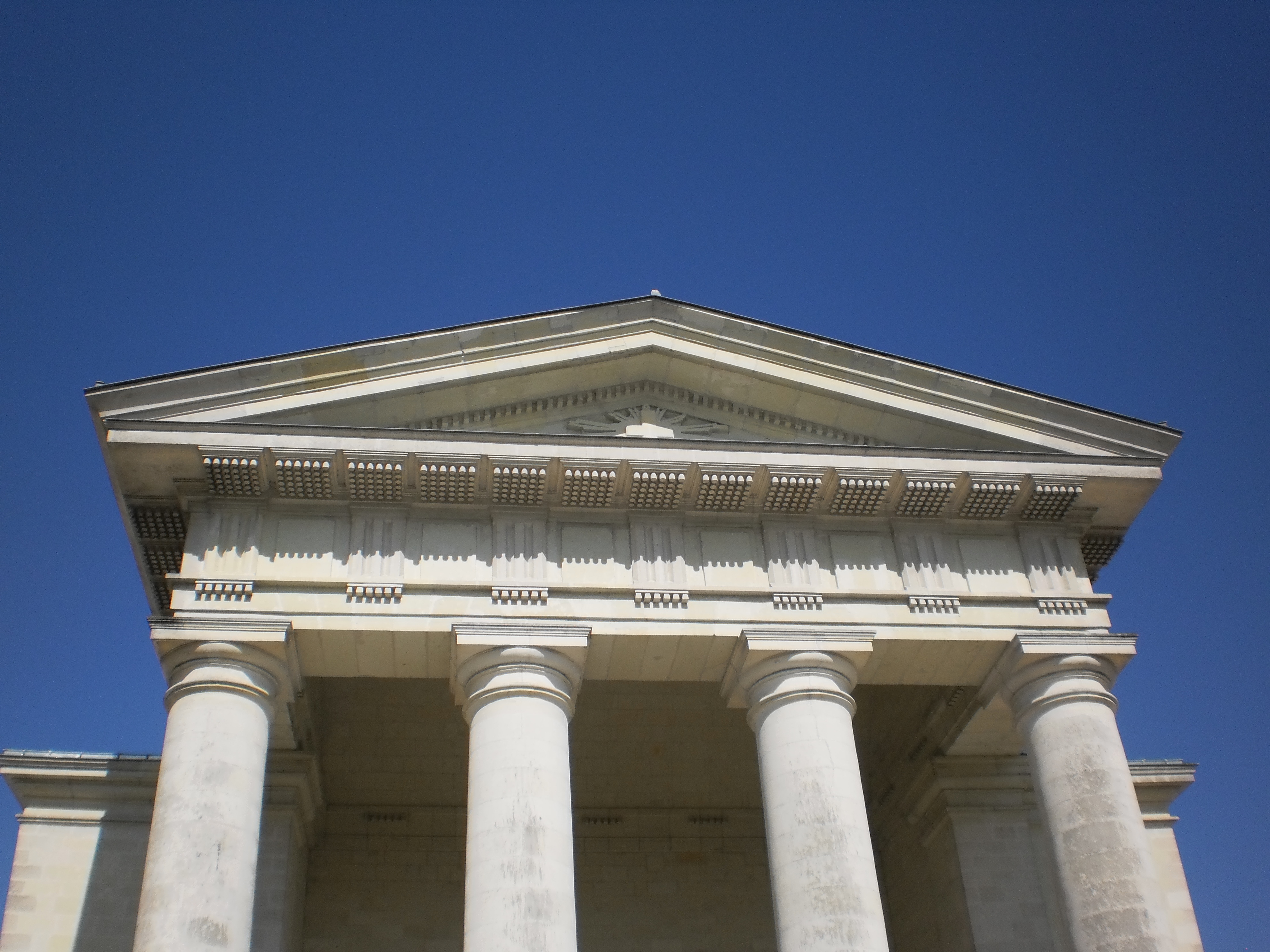
Fronton et frise.
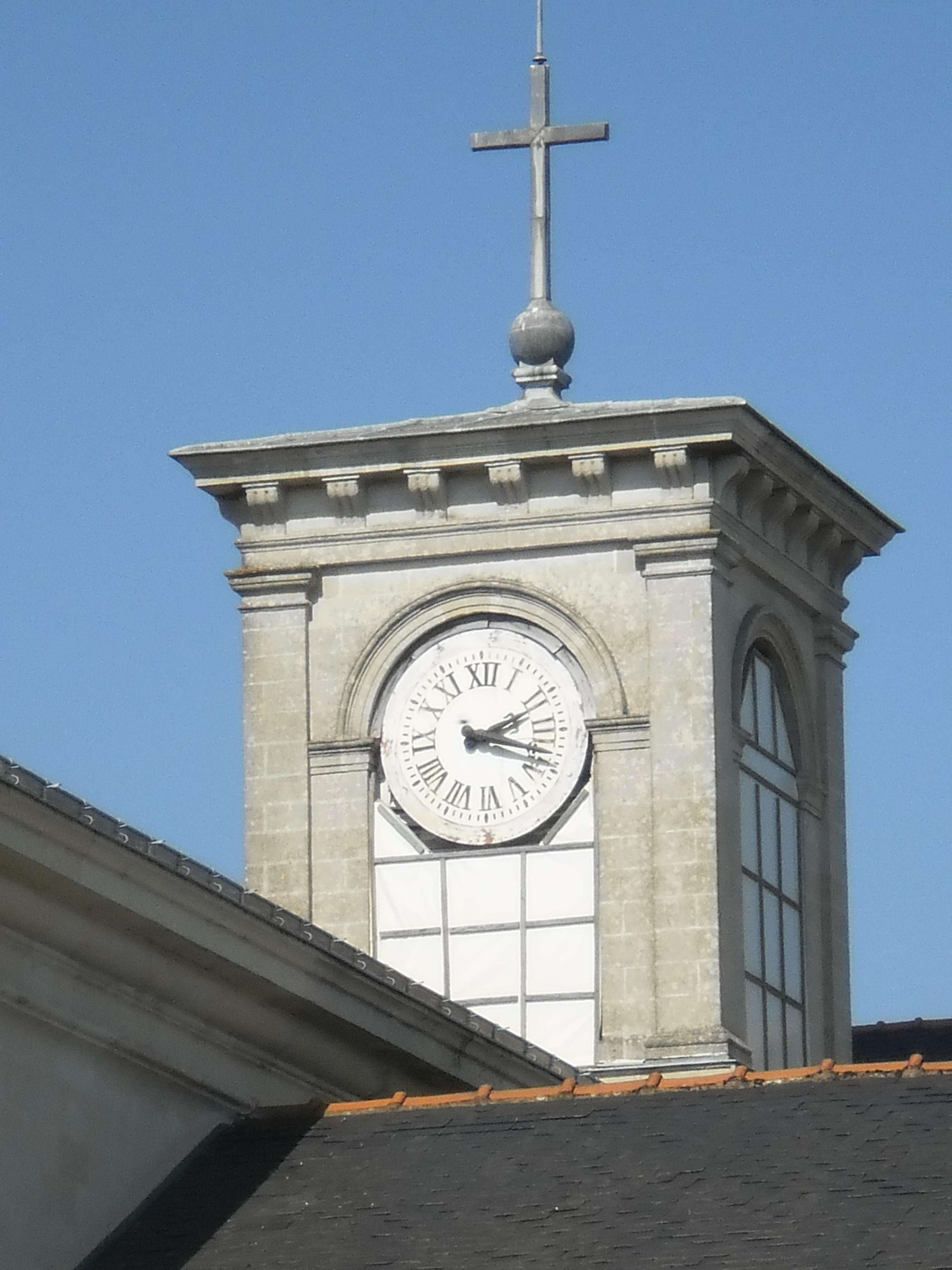
Clocher.
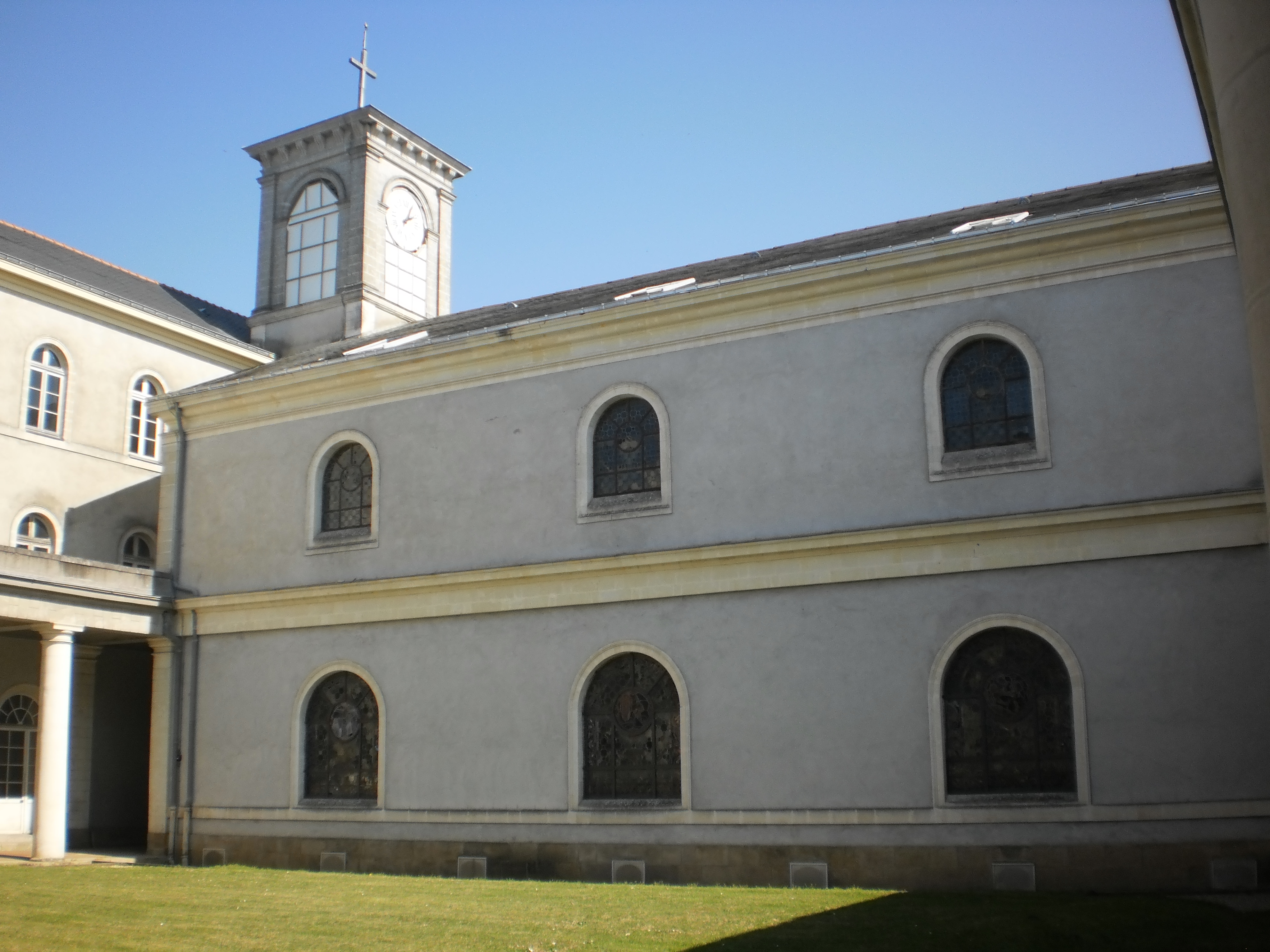
Façade ouest.

La chapelle contient des stalles de bois du XVe siècle. Elles proviennent de l'église Saint-Jacques de Pirmil et ont été déplacées lors de la rénovation de celle-ci en 1842. Ces stalles ont peut-être été commandées par l'évêque Thomas James. Elles sont dotées de miséricordes de la même époque, appuis amovibles permettant au moines de s'appuyer lors de longs offices. Ces éléments sont en bois sculpté. La nef et le chœur de la chapelle ont un aspect austère, conforme à la façade. En référence à l'architecte romain de l'Antiquité Vitruve, les frères Douillard ont conçu deux galeries superposées. Les colonnes qui supportent la galerie supérieure sont en bois et ornées d'un trompe-l'œil.

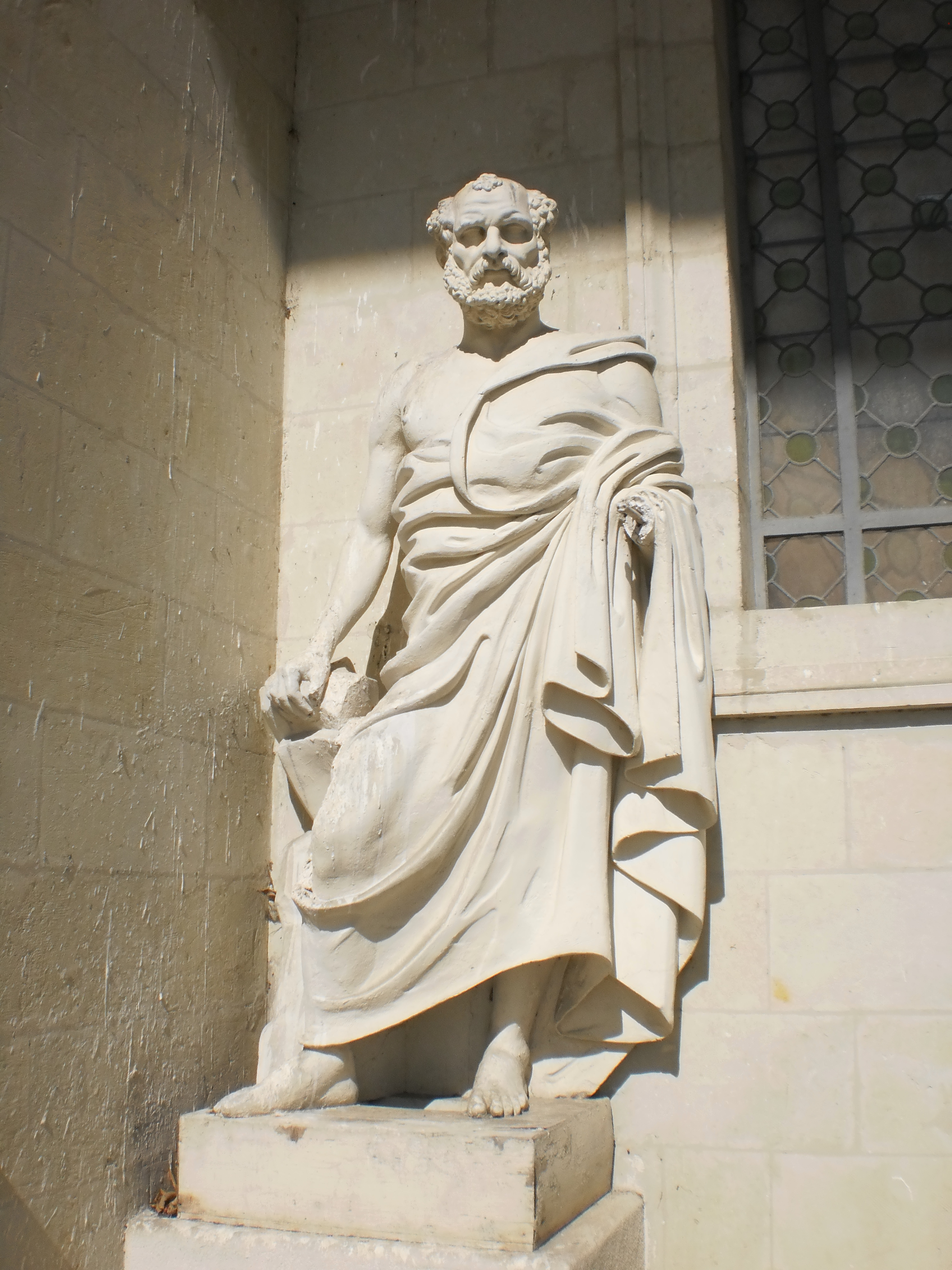
Statue.
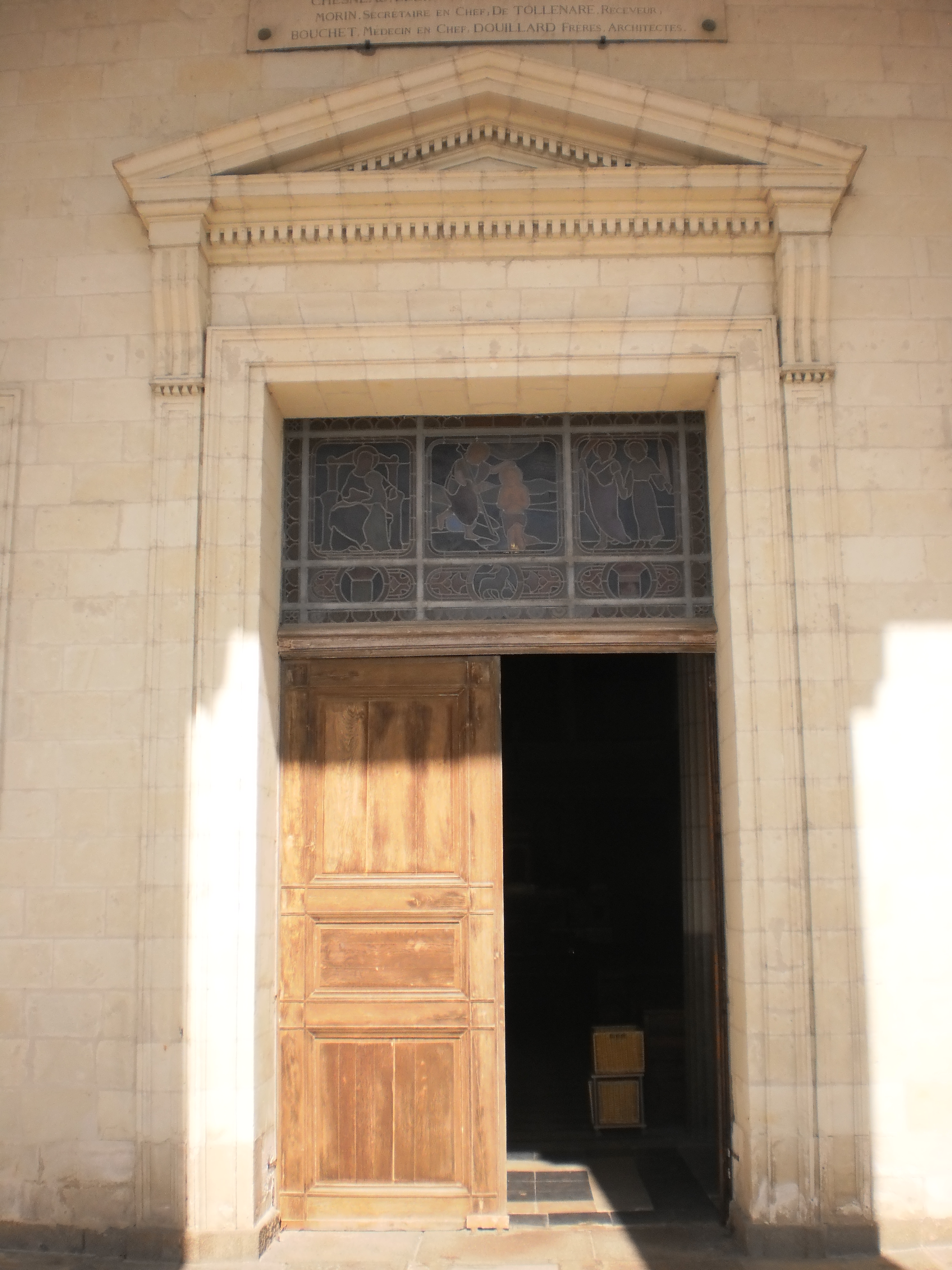
Entrée.
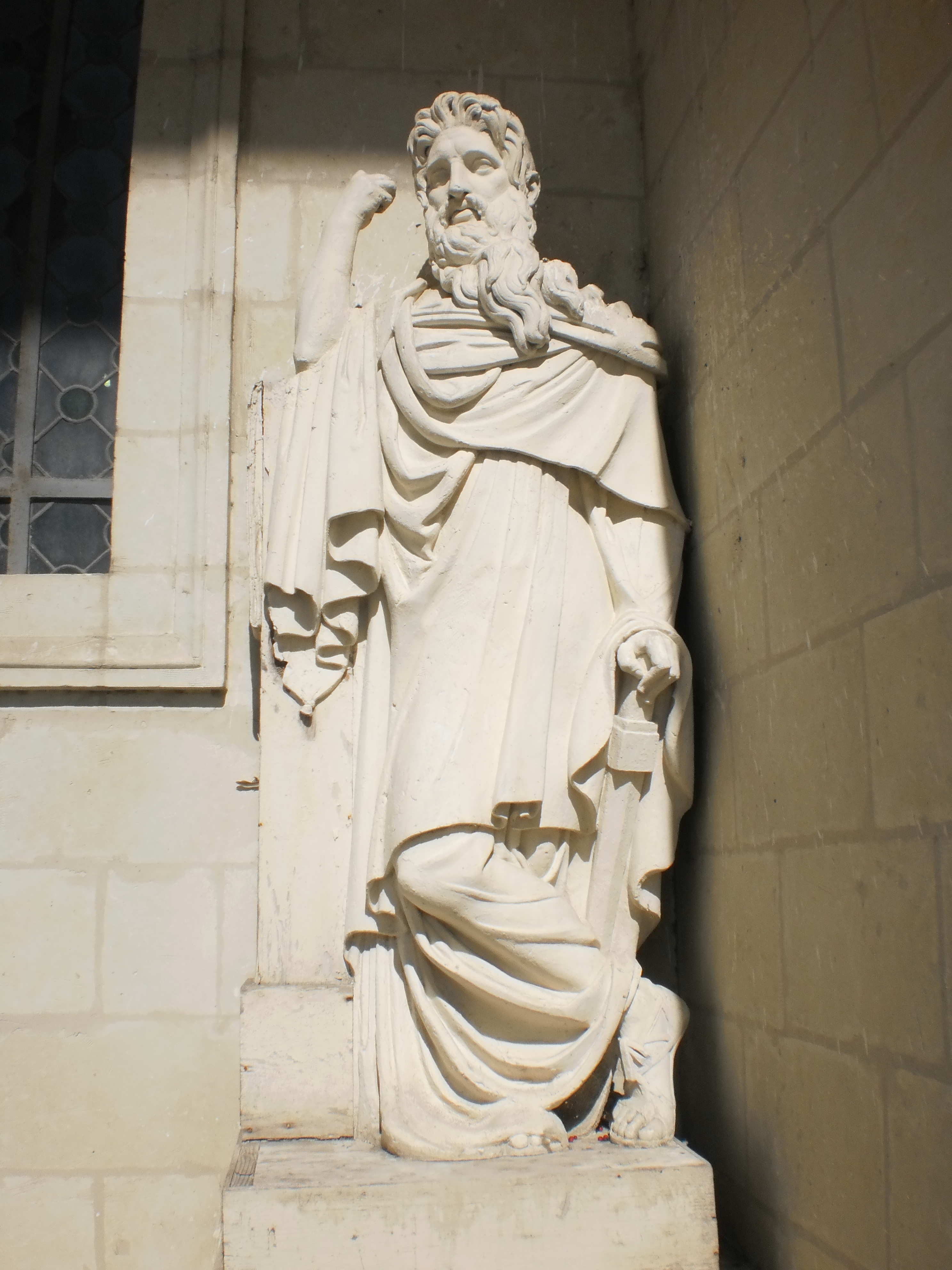
Statue.
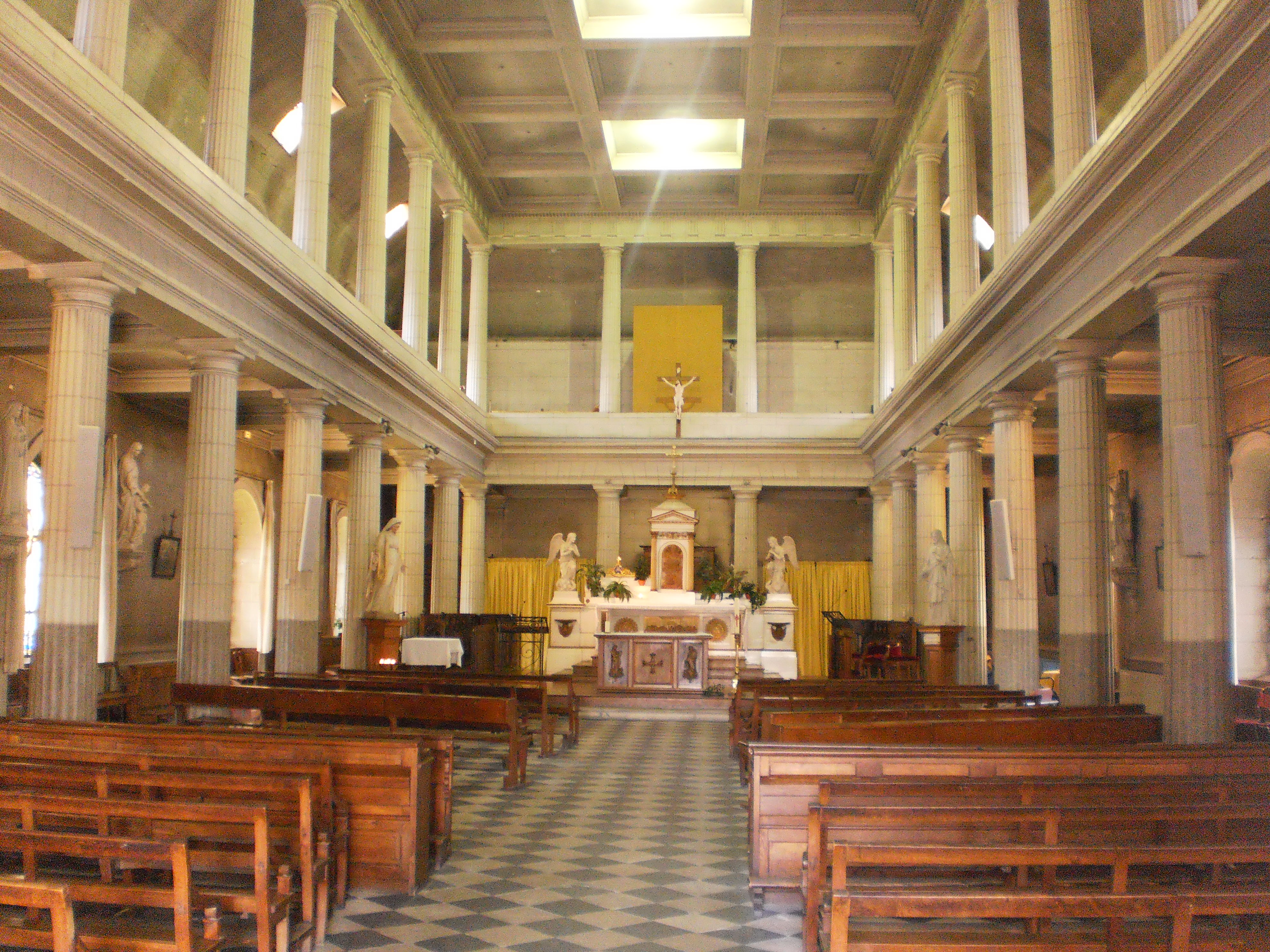
Nef et chœur.
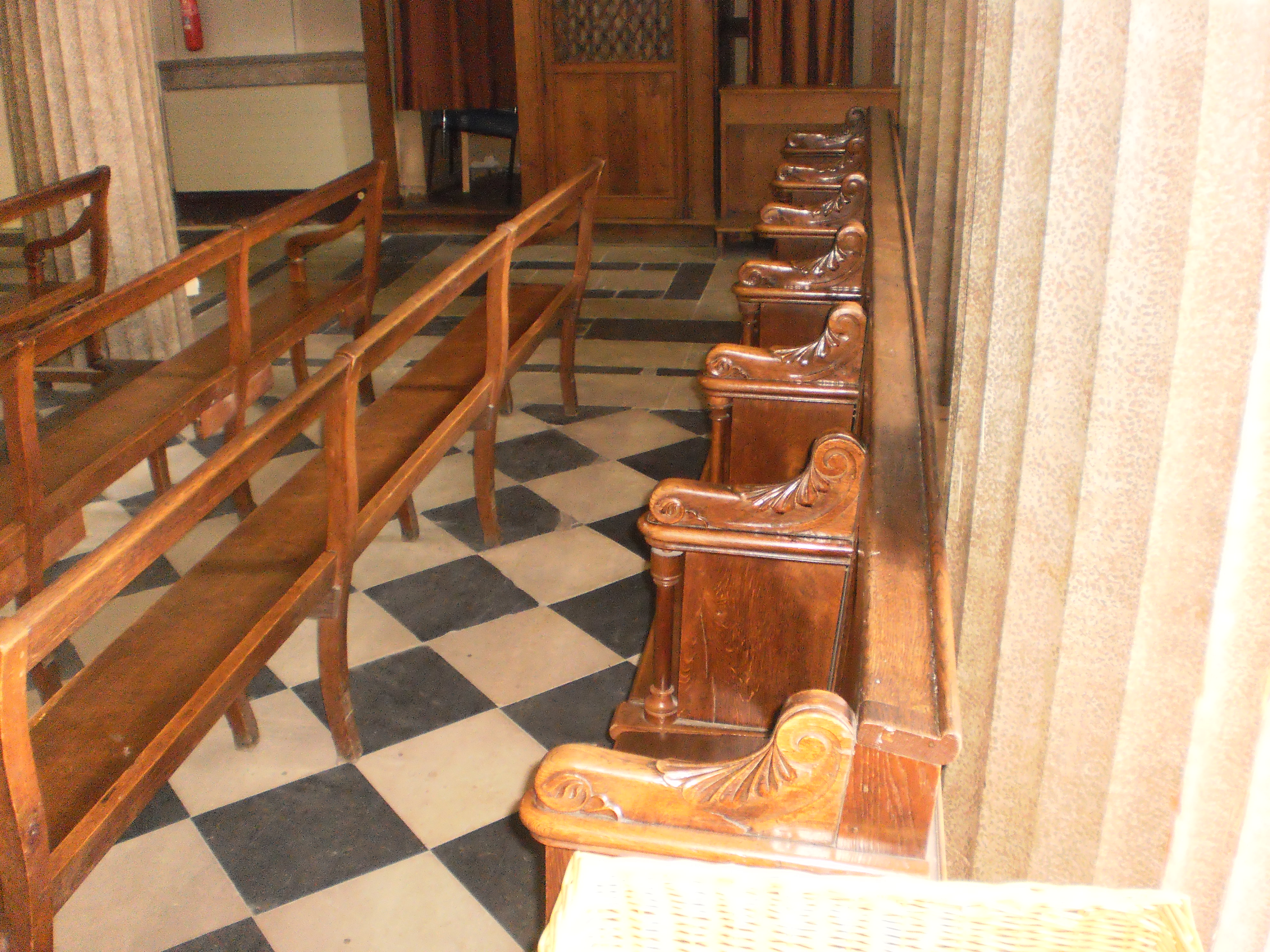
Banc.
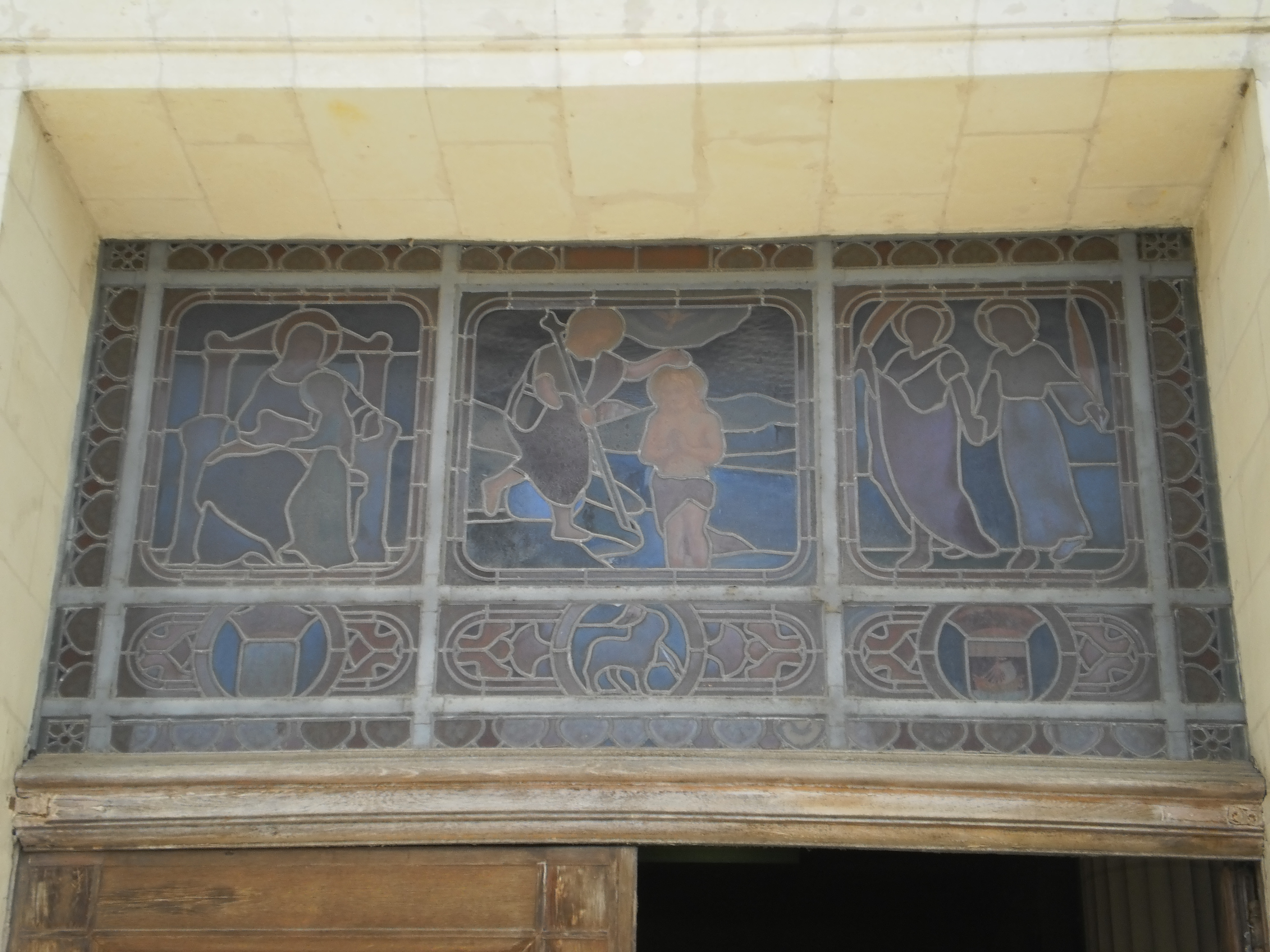
Vitrail.

### Plate-forme logistique

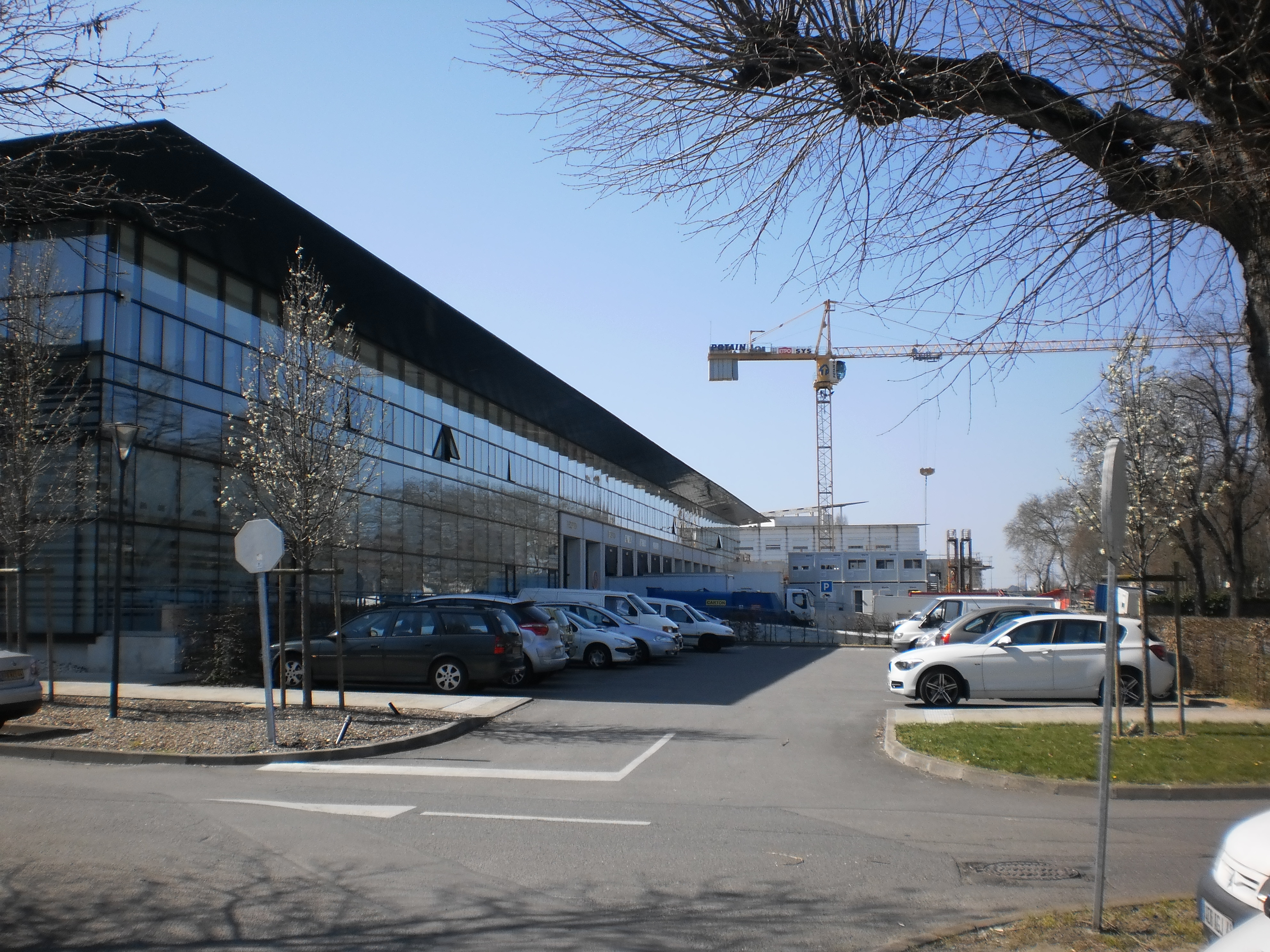
Parking devant le bâtiment de la plate-forme logistique.

En 2006, les besoins logistiques de l'hôpital conduisent à la création d'un nouveau bâtiment. Le registre résolument industriel choisi par le cabinet d'architecture AIA est contrebalancé par l'esthétique de l'enveloppe du bâtiment, faite d'aluminium et de verre.

### Pôle de psychiatrie
En 2009, la  réorganisation du pôle de psychiatrie est l'occasion d'une création architecturale visant à lier les parties hétérogènes des éléments constituant l'ensemble, fruit d'une évolution historique réalisée sans préoccupation d'unité. Résolument moderne, le résultat se veut une couture entre les parties situées au nord et au sud de la zone. L'aménagement, conçu par le cabinet d'architecture GPAA, est caractérisé par la création d'un passage couvert, inspiré du passage Pommeraye du centre-ville de Nantes. Un jeu de rubans colorés parcourant les murs contribue à l’homogénéisation du groupe de bâtiments.

## Fonctionnement de l'hôpital auXXIesiècle

### Présentation générale
L'hôpital Saint-Jacques est un des sept établissements du centre hospitalier universitaire de Nantes. Il abrite les services spécialisés dans la rééducation fonctionnelle, la psychiatrie, et la gériatrie. C'est également le site où se trouve le plateau logistique du CHU de Nantes. Faisant partie d'un centre hospitalier universitaire, Saint-Jacques est sous la responsabilité d'un conseil de surveillance dont, en 2012, le président est Jean-Marc Ayrault, président de la communauté urbaine de Nantes. Le projet médical est soumis à un directoire constitué d'une dizaine de professionnels de santé. La directrice générale est Mme Christiane Coudrier. La direction générale est organisée en cinq pôles, l'offre de soins est organisée en six plates-formes de proximité définies par un groupe de spécialités médicales. Ce fonctionnement a été mis en place dans le cadre d'une réforme nationale de l'organisation des établissements de santé entamée en 2005. Le CHU de Nantes a choisi de supprimer les directions de site.

### Services
Outre les services de soins, l'hôpital accueille le Plateau des écoles, regroupant les écoles d'infirmières, d'aide-soignants, de manipulateurs en électroradiologie médicale, etc.

Plan schématique de l'hôpital Saint-Jacques.
A Porte nord
B Labo mouvement/Médecine du sport
C Addictologie/Centre de la parentalité
D Psychiatrie secteur 3
E Psychiatrie secteur 5
F Gérontologie - Maison Pirmil
G Magasins centraux
H Consultation Ship/pédopsychiatrie
I Blanchisserie centrale
J Pimesp
K Chapelle
L Associations, direction
M Cravs
N Médecine physique/réadaptation neurologique
O Psychiatrie secteur 1
P La Providence : administration - pôle technique et logistique
R Pavillon Montfort
S Accueil, entrée sud
T Plateau des écoles

#### Services cliniques et médico-techniques

##### Addictologie
Le service d'addictologie prend en charge les patients sujets à l'alcoolisme, au tabagisme, à la toxicomanie, ou se consacrant exagérément à des activités telles que les jeux d'argent ou les pratiques sexuelles.
Le service d'addictologie liée à l'absorption de substances est baptisé « unité d'hospitalisation Guillaume Apollinaire ». Avec un personnel constitué, en 2011, d'un médecin, d'un psychologue, d'une cadre de santé, d'un infirmier et d'un assistant social, il est destiné à accueillir les usagers de drogues, d'alcool ou de médicaments, ayant 16 ans ou plus.
L'unité d'hospitalisation Lou Andreas-Salomé (du nom d'une femme de lettres allemande proche de Sigmund Freud) accueille les personnes de 16 à 35 ans souffrant d'une addiction sans produit (dépendance au jeu, cyber-dépendance, troubles alimentaires). En 2011, le personnel est constitué d'un assistant social, d'un cadre de santé, d'un diététicien, de seize infirmiers, de deux médecins et d'un psychologue.

##### Centre nantais de la parentalité - Home
Le Centre nantais de la parentalité est un service de pédopsychiatrie dont le but est le soutien à la relation parents-enfants et une prise en charge des troubles précoces du développement. Dans le cadre de ce service, l'hôpital Saint-Jacques abrite, dans le pavillon Pierre-Janet, le Home, une unité d'accueil des femmes enceintes ou venant d'accoucher. Le but du service est d'accompagner les femmes ayant besoin d'un soutien particulier, sous forme d'hospitalisation à temps plein ou d'hospitalisation de jour. Parmi les spécialistes intervenant dans l'unité se trouvent des pédopsychiatres, un psychologue, un psychiatre, une psychomotricienne.

##### Centre ressources pour l'aide à la prise en charge des auteurs de violences sexuelles (Cravs)
Le centre ressources pour l'aide à la prise en charge des auteurs de violences sexuelles des Pays de la Loire est destiné à informer et à mettre en relation les professionnels de santé, ceux de la justice et ceux des services sociaux et éducatifs, ainsi que les familles, sur la législation et les soins offerts aux auteurs de violences sexuelles. Le Cravs est également chargé de former les professionnels à la prise en charge de ces personnes.

##### Service d'hospitalisation intersectoriel de pédopsychiatrie
Le Service d'Hospitalisation Intersectoriel de Pédopsychiatrie (SHIP) est un service hébergé dans l'enceinte de l’hôpital Saint-Jacques, mais qui ne dépend pas du CHU.
Avec le SHIP, l’hôpital Saint-Jacques est le seul établissement proposant des lits de pédopsychiatrie en Loire-Atlantique. Le SHIP compte dix lits pour tout le département, dont un seul en « urgence ». Le service étant totalement saturé plusieurs fois par an, de jeunes patients sont placés dans des services pour adultes.
Son transfert est prévu fin 2012 sur Bouguenais, où le centre hospitalier spécialisé (CHS) de Montbert prendra ses quartiers au même moment. La capacité d'hospitalisation en pédopsychiatrie devrait alors passer de 10 à 15 lits.

##### Gérontologie - Gériatrie - Maison Pirmil
La « maison Pirmil » est le nom donné à un bâtiment, conçu par le cabinet d'architectes AIA (Architectes Ingénieurs Associés), dont le permis de construire a été accordé en 1991, dont les travaux ont débuté en 1993, et qui a ouvert en 1994. Il est destiné à accueillir des personnes âgées dont la santé nécessite des soins de suite ou, pour les personnes dépendantes physiquement ou psychiquement, des soins de longue durée en gérontologie ou gériatrie. En 2012, ces services offrent respectivement 24 et 160 lits.
Le pôle de gérontologie du CHU de Nantes est basé dans la maison Pirmil. Comme tous les pôles, il est multi-site. Il dirige les unités de court séjour (hôpital Nord Laennec et hôpital Bellier), les unités de soins de suite (maison Pirmil, hôpital Bellier et maison Beauséjour), et les séjours de longue durée (maison Pirmil, maison beauséjour, La Seilleraye (Carquefou)).
L'équipe mobile gériatrique du CHU de Nantes, basée dans la maison Pirmil, intervient sur les différents sites du CHU de Nantes, notamment aux urgences, et du département, pour répondre aux besoins spécifiques de la prise en charge de certains patients de plus de 75 ans.

##### Laboratoire d'analyse du mouvement
Rattaché au pôle médecine physique et fonctionnelle, ce laboratoire mesure le mouvement humain et en collecte les données biomécaniques. Ses résultats permettent de fournir des informations aidant au diagnostic, et d'aiguiller dans les choix thérapeutiques. Le principal secteur de recherche du laboratoire est l'analyse quantifiée de la marche. L'expertise du laboratoire dans ce domaine lui a valu d'être labellisé en septembre 2011 par la « European Society of Mouvement Analysis for Adults and Children ».

##### Médecine du sport et de l'effort physique
Ce service est spécialisé dans la recherche sur la traumatologie du sport et l'évaluation des capacités physiques pour un motif médical. Les tests couvrent de nombreux domaines. La mission de formation du services s'adresse aux étudiants en médecine, kinésithérapie, podologie, ostéopathie, à ceux qui postulent au brevet d'état d'éducation physique et culturisme, aux infirmières et aux médecins généralistes dans le cadre de la capacité de médecine du sport. La recherche en traumatologie du sport (lésions musculaires, activité physique avec port d'une prothèse, etc.) inclus celle visant à définir les paramètres de surentraînement des sportifs professionnels.

##### Médecine physique et réadaptation neurologique
Créé en 1978, le service de médecine physique et de réadaptation neurologique est consacré au traitement des personnes souffrant de déficience neurologique.
Le centre est composé de plusieurs services :
- l'unité spécifique de blessés médullaires compte 30 lits[C 23] ;
- l'unité d'hospitalisation à temps partiel (troubles liés à un problème neurologique)[C 24] dispose de 18 lits de jour et 5 de semaine ;
- l'unité de rééducation neurologique polyvalente (troubles moteurs ou cognitifs, escarres, chirurgie du handicap, complications secondaire à la suite d'une atteinte médullaire)[C 25] est dotée de 30 lits ;
- l'unité de soins de suite (troubles neurologiques) gère 30 lits[C 26] ;
- l'unité spécifique de cérébrolésés consacre 30 lits aux personnes souffrant de troubles cérébraux à la suite de traumatismes, accidents vasculaires, atteintes neurologiques[C 27].

##### Médecine physique, réadaptation locomotrice et réadaptation gériatrique
Le centre de rééducation et de réadaptation fonctionnelle est ouvert depuis 1978. Il est installé dans l'hôpital Saint-Jacques et occupe quatre étages. Il propose une balnéothérapie et dispose d'un gymnase adapté pour la pratique du basket, du tir à l'arc, du tennis de table. Le personnel est constitué, en 2011, d'une centaine d'aides-soignantes et infirmières, de vingt kinésithérapeutes, quinze médecins, quinze ergothérapeutes, un psychologue, trois professeurs de sport et une assistante sociale. Un appartement thérapeutique permet aux patients handicapés de préparer leur sortie. Parmi les activités proposées, la découverte de la handidanse est novatrice.
Le centre peut assurer la prise en charge de la réadaptation des hémophiles (dans une infrastructure dont l'étendue des spécialités conduit à une reconnaissance nationale), des sportifs ayant subi un traumatisme (notamment des joueurs du FC Nantes, de l'Hermine de Nantes, des coureurs cyclistes de l'équipe cycliste FDJ-BigMat ou de l'équipe cycliste Crédit agricole), des troubles musculosquelettiques (au sein du réseau régional « Lombaction »), les infections ostéoarticulaires, la prise en charge des conséquences des chutes chez les personnes âgées, la prise en charge des multi et polytraumatismes.

##### Pharmacie
Le site de Saint-Jacques héberge la pharmacie centrale du CHU de Nantes .
La pharmacie centrale est chargée de la gestion et de la distribution : des médicaments aux pharmacies à usage intérieur de chaque site (Hôtel-Dieu, hôpital Nord Laennec et hôpital Saint-Jacques) ; et des dispositifs médicaux consommables aux unités de soins dépendantes du CHU de Nantes. De plus, elle prend en charge la stérilisation des objets médicaux.
En 2011, le service compte 37 personnes, dont 10 font partie du personnel médical (respectivement six et six pour la pharmacie à usage intérieur).
La pharmacie centrale héberge également les locaux de l'OMEDIT Pays de la Loire, structure d'appui de l'Agence régionale de santé dans le domaine des médicaments et dispositifs médicaux .

##### Pôle d'information médicale, évaluation et santé publique (Pimesp)
Ce service est destiné au personnel de santé, dans les domaines de l'information médicale, l'évaluation des pratiques professionnelles, la gestion des risques, l'éducation thérapeutique, la santé au travail et les risques professionnels. Il exerce également ses compétences dans la 
recherche pour la santé publique (épidémiologie et biostatistique).

##### Psychiatrie secteur 1

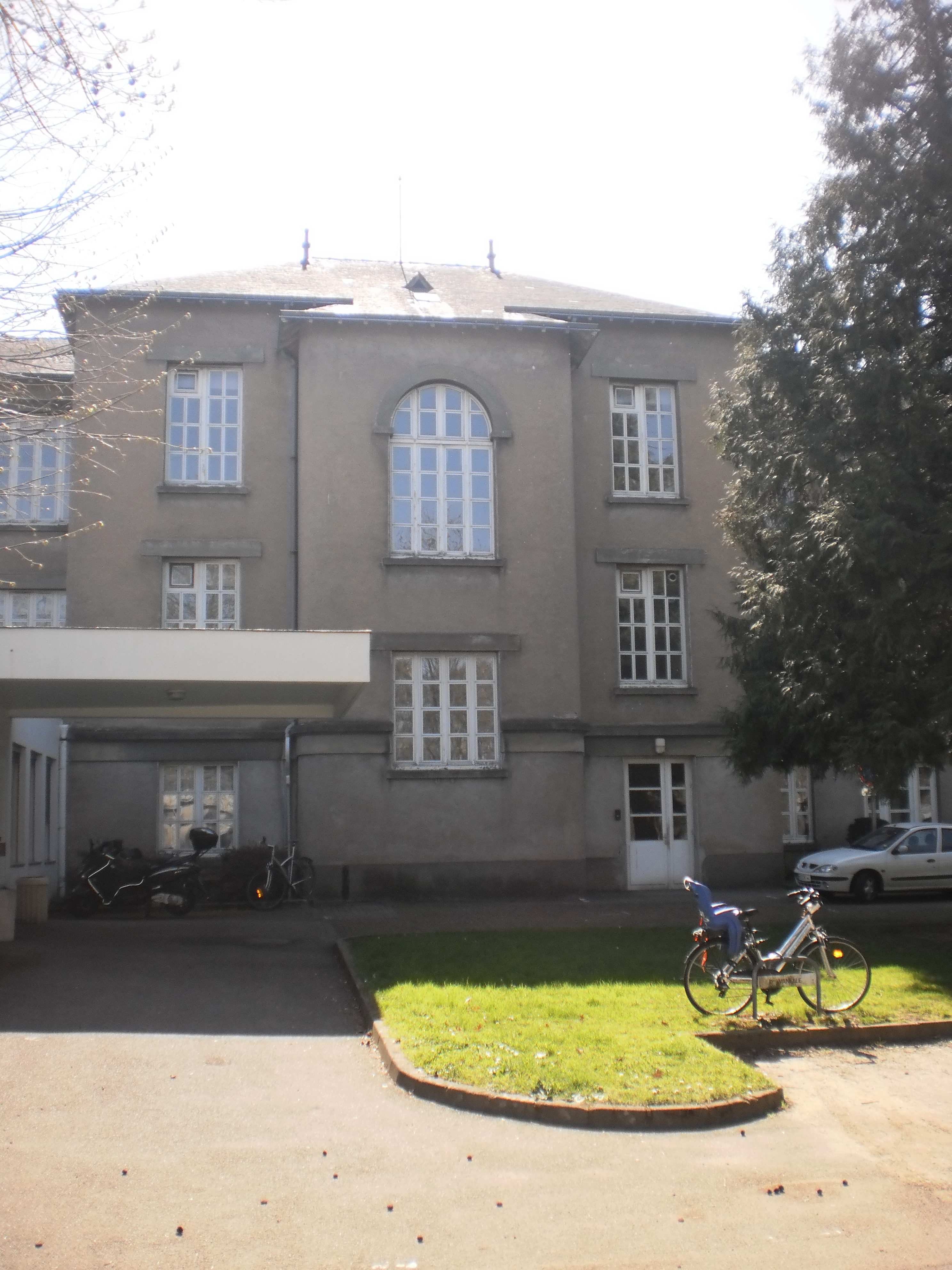
Bâtiment du secteur psychiatrique 1.

Dans le pôle psychiatrique, le champ géographique d'action du secteur 1 couvre les communes de Couëron, Indre et Saint-Herblain. En 2009, ce secteur a suivi 2 617 patients (2 066 pris en charge à temps partiel), pour une durée moyenne d'hospitalisation de 16 jours. Les hospitalisations à temps complet s'effectuent dans l'hôpital de semaine, d'une capacité de 11 personnes, et deux unités d'hospitalisation à temps plein, l'une ouverte d'une capacité de 23 personnes, l'autre fermée et sécurisée, d'une capacité de 10 personnes, deux des chambres étant prévues pour les soins intensifs. De ce pôle dépend également, en commun avec les secteurs 4 et 5, le centre médico-psychologique Beaumanoir (ou CMP Ouest), situé rue Lamoricière.

##### Psychiatrie secteur 2
Lié au secteur 3, le secteur 2 couvre les quartiers nantais île de Nantes et Nantes Sud, ainsi que les communes de Carquefou, Sainte-Luce-sur-Loire, Saint-Sébastien-sur-Loire, Basse-Goulaine, Haute-Goulaine, Saint-Julien-de-Concelles et La Chapelle-Basse-Mer. Basé dans le pavillon Pierre-Janet, il est chargé des soins et de la prévention concernant la santé mentale des habitants situés dans sa zone géographique.

##### Psychiatrie secteur 3
Lié au secteur 2, le secteur 3 couvre les quartiers nantais Malakoff-Saint-Donatien, Saint-Joseph-de-Porterie et Doulon-Bottière. Basé dans le pavillon Philippe-Pinel (accès par la porte Pierre-Janet), il est chargé des soins et de la prévention concernant la santé mentale des habitants situés dans sa zone géographique. Sur le site de Saint-Jacques, il regroupe les unités Camille-Claudel et Gaston-Chaissac. De ce secteur dépendent le centre médico-psychologique La Pérouse (square La Pérouse), l'hôpital de jour Margueritte (rue du Général-Margueritte) et le centre d'accueil thérapeutique à temps partiel (CATTP) La Halvèque (rue François-Hennebique).

##### Psychiatrie secteur 4
Trois unités du secteur psychiatrique 4 sont basées à Saint-Jacques : les unités d'hospitalisation Matisse et Breton, et la structure d'accueil pour patients psychotiques institutionnellement dépendants (Sappid) - unité Ulysse. Le secteur 4 couvre les quartiers nantais Nantes-Nord, Breil-Barberie et Hauts-Pavés-Saint-Félix, ainsi que le centre-ville d'Orvault. Basé dans le pavillon Philippe-Pinel, il est chargé des soins et de la prévention concernant la santé mentale des habitants situés dans sa zone géographique.
La structure d'accueil pour patients psychotiques institutionnellement dépendants (Sappid) est commune à tous les secteurs, et a une mission de recherche et de formation dans le domaine des psychoses chroniques.
Du secteur 4 dépendent l'hôpital de jour Le Pont-du-Cens (boulevard Robert-Schuman), le centre d'accueil thérapeutique à temps partiel (CATTP) Bout-des-Pavés, l'hôtel thérapeutique Le Phénicien à Orvault, et, en commun avec les secteurs 1 et 5, le centre médico-psychologique Beaumanoir (ou CMP Ouest), situé rue Lamoricière.

##### Psychiatrie secteur 5
Trois unités du secteur psychiatrique 5 sont basées à Saint-Jacques : les unités d'hospitalisation Dali et Tati dans le bâtiment Henri-Ey, et l'espace « soins-prévention-adultes jeunes en crise ». Le secteur 5 couvre les quartiers nantais Dervallières-Zola, Bellevue-Chantenay et Centre-ville. Il est chargé des soins et de la prévention concernant la santé mentale des habitants situés dans sa zone géographique.
L'espace « soins-prévention-adultes jeunes en crise » propose 12 lits pour l'hospitalisation à temps plein et 3 pour l'hospitalisation de jour des adolescents, et coordonne des actions liées à la prise en charge des jeunes de 11 à 21 ans (lien avec l'association « maison départementale des adolescents »,, consultations, conseil).
Du secteur 5 dépendent l'hôpital de jour An Treiz (boulevard Saint-Aignan) et le centre d'accueil thérapeutique à temps partiel (CATTP) Phileas-Fogg (rue Charles-Brunellière), et, en commun avec les secteurs 1 et 4, le centre médico-psychologique Beaumanoir (ou CMP Ouest), situé rue Lamoricière.

#### Services administratifs

##### Pôle technique et logistique
Le pôle technique et logistique, dont les bureaux sont situés dans l'hôpital Saint-Jacques, est divisé en trois directions : la direction de la logistique et de l'hôtellerie (approvisionnement, logistique technique, prise en charge hôtelière des patients) ; la direction des travaux et des techniques (travaux et construction, équipements bio-médicaux, sécurité incendie et sûreté, entretien et propreté des locaux) ; la direction des achats. Les effectifs sont répartis sur les différents sites du CHU de Nantes.

##### Aumônerie
L'hôpital Saint-Jacques dispose d'une aumônerie.

##### Centre de documentation
Le centre de documentation de l'hôpital est se trouve dans le bâtiment Élisa Mercœur du plateau des écoles. L'accès est réservé aux étudiants du site, au personnel du CHU de Nantes et aux professionnels de santé en général. Il recèle un fonds de 5 000 ouvrages. Le centre est équipé informatiquement et permet la recherche via internet. Des services comme l'aide à la recherche de documents, la veille documentaire ou la constitution de dossiers à base d'article du journal Le Monde sont proposés.

##### Direction du système d'information et des télécommunications (DSIT)
Cette direction est responsable des télécommunications et du réseau informatique, et est basée à Saint-Jacques. Elle gère la mise en œuvre et l'entretien des téléphones, ordinateurs, imprimantes, télécopieurs, équipements bio-médicaux, des réseaux. Elle prend en charge les applications informatiques, ainsi que la formation du personnel liée à ses activités.

##### Gérance de tutelle
L'hôpital dispose d'un service consacré à la gérance des tutelles mises en place pour les patients qui nécessitent une protection.

#### Écoles - instituts de formation

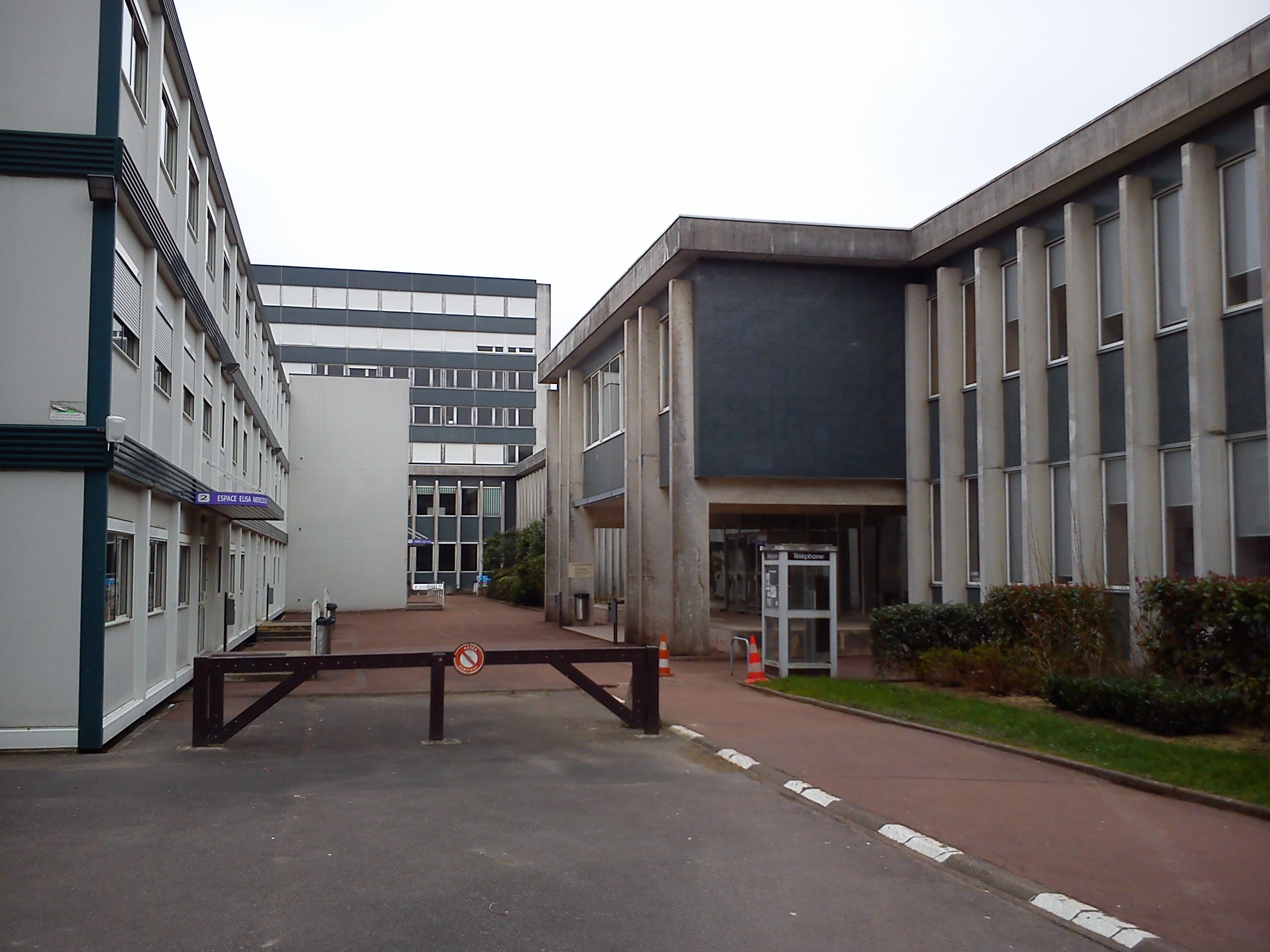
Entrée principale du plateau des écoles du CHU de Nantes.

L'hôpital Saint-Jacques est, avec l'Hôtel-Dieu, l'un des deux sites hébergeant les onze écoles ou instituts du département des instituts de formation (DIF) du CHU de Nantes, qui accueille en moyenne 1 200 étudiants par an. Séparé du reste de l'hôpital Saint-Jacques par le large boulevard Émile-Gabory, au milieu duquel circule le busway, le plateau des écoles regroupe le centre de documentation, et les instituts de manipulateur d'électroradiologie médicale (IFMER), de formation en soins infirmiers (IFSI) dans l'espace Léonie-Chaptal, des cadres de santé (IFCS) au « Château » (ou Hôtel de la Grèneraie), des infirmiers spécialisés (Ifis) dans le bâtiment Marie-Curie, et de l'institut de formation des métiers d'aide (IFMA) dans l'espace Élisa-Mercœur, pour former les aides soignants, auxiliaires de puériculture et les aides à domicile.

### Associations
L'établissement héberge la maison des associations de l’hôpital Saint-Jacques.
On y trouve notamment la Société d’Histoire de la médecine et des hôpitaux de l’Ouest, fondée en 1988 par le professeur Barrière. Son but est l’étude de l’histoire des hôpitaux de Nantes, et elle promeut (en accord avec les archives départementales de la Loire-Atlantique) la conservation et la communication des archives hospitalières de la Loire-Atlantique y compris les archives des anciens hospices civils (notamment les fonds de l’Hôtel-Dieu, de l’hôpital Saint-Jacques et de l’hôpital Bellier).
Également abritée à Saint-Jacques, l'association Visite des malades dans les établissements hospitaliers a pour but d'organiser la visite de malades isolés. Dans le même lieu figure l'Association recherche animation insertion handicap (Apraih), dont le but est de « favoriser l'insertion, la plus complète possible, des personnes handicapées. ».

## L'hôpital Saint-Jacques dans la culture

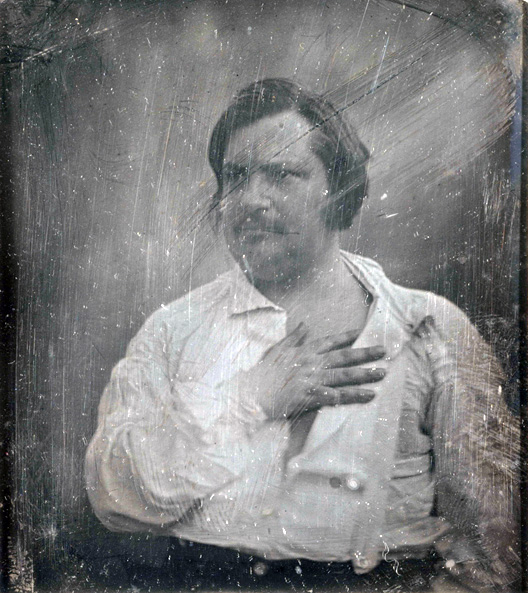
Honoré de Balzac en 1842.

Honoré de Balzac utilise l'hospice des vieillards de Saint-Jacques comme lieu d'action de son roman Pierrette écrit en 1839. L'hôpital existait bien à l'époque de l'écriture de l’œuvre, mais pas dans la période où l'histoire se déroule (1824–1829).

« Depuis l’entrée de ses parents dans l’espèce d’hospice où ils achevaient tristement leur vie, Pierrette, jeune et fière, souffrait si horriblement d’y vivre par charité, qu’elle fut heureuse de se savoir des parents riches. En apprenant son départ, Brigaut, le fils du major, son camarade d’enfance, devenu garçon menuisier à Nantes, vint lui offrir la somme nécessaire pour faire le voyage en voiture, soixante francs, tout le trésor de ses pour-boire d’apprenti péniblement amassés, accepté par Pierrette avec la sublime indifférence des amitiés vraies, et qui révèle que, dans un cas semblable, elle se fût offensée d’un remerciement. Brigaut était accouru tous les dimanches à Saint-Jacques y jouer avec Pierrette et la consoler. »

Dans Le Bachelier écrit en 1881, Jules Vallès puise son inspiration dans l'internement qu'il a subi à Saint-Jacques trente ans plus tôt. Dans ce roman autobiographique, il place l'action au Mans, et fait vivre l'épisode à un autre fils d'enseignant. Max Gallo dans son livre Jules Vallès décrit la dureté de l'internement à Saint-Jacques. Le petit teigneux de Saint-Jacques est un roman de Gaston Blandin retraçant le passage à l'hôpital Saint-Jacques d'un enfant du pays de Retz, en 1910.
L'hôpital sert de décor pour une scène du film Cessez-le-feu d'Emmanuel Courcol, sorti en 2017.

## Personnalités liées à l'hôpital Saint-Jacques

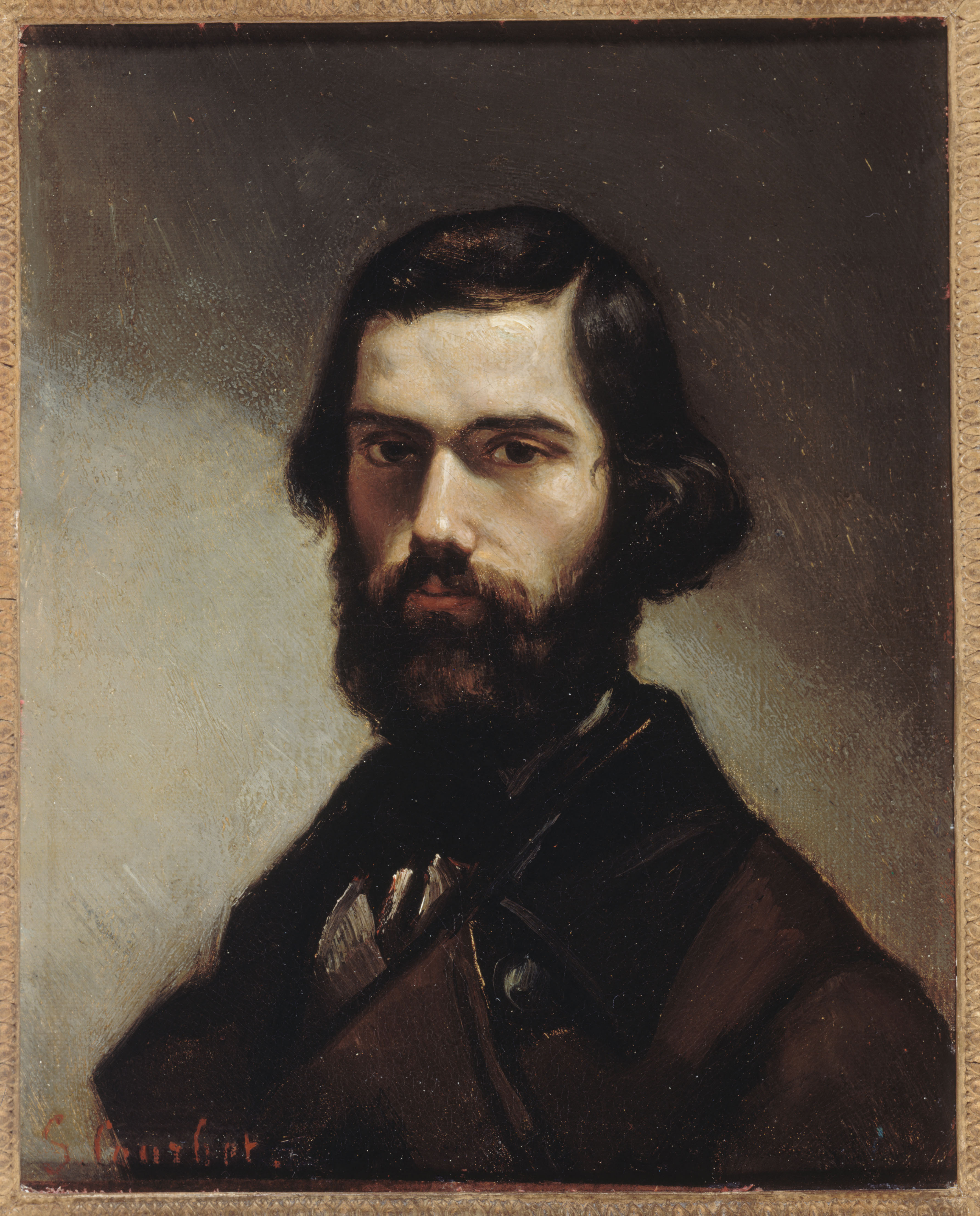
Portrait de Jules Vallès vers 1861, peint par Gustave Courbet.

- Henri-Théodore Driollet (1805-1863), architecte, auteur du beffroi de l'église Sainte-Croix et de la fontaine de la place Royale de Nantes, a momentanément conduit les travaux d'aménagement de l'hôpital après 1834.
- M. Dulac (mort le 23 août 1869), maître de cabotage, dernier survivant du radeau de La Méduse, passe ses derniers jours à Saint-Jacques comme pensionnaire payant de l'hospice de vieillards[S 16].
- Jules Vallès (1832–1885), professeur (notamment au collège royal de Nantes) et écrivain français, interné dans le quartier des aliénés entre le 31 décembre 1851 et le 2 mars 1852[S 43].
- Georges Clemenceau (1841–1929), médecin et homme politique français, jeune médecin interne dans le quartier des aliénés entre mars et octobre 1861[S 44].
- Jacques Serf, père de Barbara, meurt le 20 décembre 1959 alors qu'il est admis à l'hôpital Saint-Jacques pour soigner une tumeur cérébro-spinale. La chanteuse arrive trop tard pour revoir son père en vie ; cet épisode inspire la chanson Nantes[27].
- Louis Corman (1901-1995), médecin psychiatre français, inventeur de la morphopsychologie, fondateur du service psychiatrie de l'enfant à l'hôpital Saint-Jacques[28].

#### Ouvrages utilisés pour la rédaction de l'article
- Michel Aussel, Bouchet de Nantes (Camille Bouchet : 1801-1854), Paris, Université Paris V Pierre et Marie Curie, 1977, 184 p. (BNF 36068738).
- Michel Aussel, Nantes sous la monarchie de Juillet : 1830-1848 : du mouvement mutualiste aux doctrines politiques, Nantes, Ouest éditions, 2002, 256 p. (ISBN 2-908261-78-2).
- Jean-Luc Flohic (dir.) et al., Le Patrimoine des communes de la Loire-Atlantique, vol. 2, Charenton-le-pont, Flohic éditions, 1999, 1383 p. (ISBN 2-84234-040-X), p. 653-654.
- Alfred Lallié, Les prisons de Nantes pendant la Révolution, Imprimerie Vincent Forest et Émile Grimaud, 1883, p. 76-78.
- Bernard Le Nail, Dictionnaire biographique de Nantes et de Loire-Atlantique, Pornic, Le Temps éditeur, 2010, 414 p. (ISBN 978-2-36312-000-7).
- [PDF] Maurice Savariau, « Souvenir d'anciens, évolution de la psychiatrie à Saint-Jacques - Entretien avec le docteur Corman », CHU Nantes, 1986 (consulté le 16 février 2013).
- Jean-Pierre Sauvage, « Un propriétaire à Pont-Pierre, Louis de Tollenare trésorier des hôpitaux », Histoire et mémoires, Saint-Herblain, no 4,‎ 1995, p. 11-47.
- Jacques Sigot (dir.) et société d'histoire des hôpitaux de l'Ouest, Nantes, l'hôpital Saint-Jacques, Montreuil-Bellay, éditions CMD, coll. « Mémoire d'une ville », 1999, 108 p. (ISBN 978-2-909826-98-1).
- Jacqueline Tusques, Jean Tusques et Marcel Chouteau, « Nantes, l'hôpital Saint-Jacques », Annales de Nantes et du Pays nantais, Nantes, Société académique de Nantes et de la Loire-Atlantique, no 234,‎ 1989, p. 15-21 (ISSN 0991-7179, lire en ligne).
- Joseph Uzureau, « Reconstruction de l'Hôtel-Dieu », Annales de Nantes et du Pays nantais, Nantes, Société académique de Nantes et de la Loire-Atlantique, no 216,‎ 1985, p. 11-13 (ISSN 0991-7179, lire en ligne).

#### Ouvrages anciens
- Léon Maître, Histoire administrative des anciens hôpitaux de Nantes, Marseille, Laffite, 1981 (1re éd. 1875), 390 p.
- Camille Bouchet, Annales d'hygiène publique et de médecine légale, vol. 23, Paris, J.-B. Baillière, 1840, 478 p. (lire en ligne), « Les aliénés du département de la Loire-Inférieure », p. 270-386.

#### Autres ouvrages
- Contrôleur général des lieux de privation de liberté, Rapport de visite : centre hospitalier universitaire Saint-Jacques de Nantes (Loire-Atlantique), CGLPL (1re éd. 2012), 121 p. (lire en ligne)